# Incontri ufficiali della nazionale femminile di calcio dell'Italia
Questa è la cronologia completa delle partite della nazionale femminile di calcio dell'Italia.

## Partite riconosciute solo dalla FIGC
| Cronologia completa degli incontri della nazionale ― Italia | Cronologia completa degli incontri della nazionale ― Italia | Cronologia completa degli incontri della nazionale ― Italia | Cronologia completa degli incontri della nazionale ― Italia | Cronologia completa degli incontri della nazionale ― Italia | Cronologia completa degli incontri della nazionale ― Italia | Cronologia completa degli incontri della nazionale ― Italia | Cronologia completa degli incontri della nazionale ― Italia |
| Data                                                        | Città                                                       | In casa                                                     | Risultato                                                   | Ospiti                                                      | Competizione                                                | Reti                                                        | Note                                                        |
| ----------------------------------------------------------- | ----------------------------------------------------------- | ----------------------------------------------------------- | ----------------------------------------------------------- | ----------------------------------------------------------- | ----------------------------------------------------------- | ----------------------------------------------------------- | ----------------------------------------------------------- |
| 23-2-1968                                                   | Viareggio                                                   | Italia                                                      | 2 – 1                                                       | Cecoslovacchia                                              | Amichevole                                                  | -                                                           | All: E. Recagni Cap: M. Ciceri                              |
| 17-7-1969                                                   | Torino                                                      | Italia                                                      | 2 – 2                                                       | Danimarca                                                   | Amichevole                                                  | 2 Bruna Segalini                                            | All: E. Recagni Cap: M. Ciceri                              |
| 1-11-1969                                                   | Novara                                                      | Italia                                                      | 1 – 0                                                       | Francia                                                     | Coppa Europa 1969 - Semifinale                              | Aurora Giubertoni                                           | All: G. Cavicchi Cap: M. Ciceri                             |
| 2-11-1969                                                   | Torino                                                      | Italia                                                      | 3 – 1                                                       | Danimarca                                                   | Coppa Europa 1969 - Finale                                  | 2 Maurizia Ciceri Stefania Medri                            | All: G. Cavicchi Cap: M. Ciceri Campione D'Europa           |
| 8-7-1970                                                    | Salerno                                                     | Italia                                                      | 2 – 1                                                       | Svizzera                                                    | Coppa del Mondo 1970 - Girone                               | Giuliana Mella Claudia Avon                                 | All: G. Cavicchi Cap: E. Schiavo                            |
| 10-7-1970                                                   | Riccione                                                    | Italia                                                      | 2 – 0                                                       | Francia                                                     | Amichevole                                                  | -                                                           | All: G. Cavicchi Cap: E. Schiavo                            |
| 11-7-1970                                                   | Napoli                                                      | Italia                                                      | 2 – 1                                                       | Messico                                                     | Coppa del Mondo 1970 - Semifinale                           | 2 Elena Schiavo                                             | All: G. Cavicchi Cap: E. Schiavo                            |
| 15-7-1970                                                   | Torino                                                      | Danimarca                                                   | 2 – 0                                                       | Italia                                                      | Coppa del Mondo 1970 - Finale                               | -                                                           | All: G. Cavicchi Cap: E. Schiavo 2º Posto                   |
| 19-9-1970                                                   | Reims                                                       | Francia                                                     | 0 – 2                                                       | Italia                                                      | Amichevole                                                  | -                                                           |                                                             |
| 10-10-1970                                                  | Torino                                                      | Italia                                                      | 3 – 1                                                       | Germania Ovest                                              | Amichevole                                                  | -                                                           |                                                             |
| 25-10-1970                                                  | Guadalajara                                                 | Messico                                                     | 3 – 3                                                       | Italia                                                      | Amichevole                                                  | -                                                           |                                                             |
| 6-5-1971                                                    | Torino                                                      | Italia                                                      | 2 – 0                                                       | Danimarca                                                   | Amichevole                                                  | -                                                           |                                                             |
| 7-5-1971                                                    | Teheran                                                     | Iran                                                        | 0 – 2                                                       | Italia                                                      | Amichevole                                                  | -                                                           |                                                             |
| 9-5-1971                                                    | Teheran                                                     | Iran                                                        | 0 – 5                                                       | Italia                                                      | Amichevole                                                  | -                                                           |                                                             |
| 2-6-1971                                                    | Trapani                                                     | Italia                                                      | 7 – 0                                                       | Inghilterra                                                 | Qual. Coppa del Mondo 1971                                  | -                                                           | All: G. Cavicchi Cap: E. Schiavo                            |
| 6-6-1971                                                    | Palermo                                                     | Italia                                                      | 6 – 0                                                       | Austria                                                     | Qual. Coppa del Mondo 1971                                  | -                                                           | All: G. Cavicchi Cap: E. Schiavo                            |
| 20-7-1971                                                   | Torino                                                      | Italia                                                      | 8 – 1                                                       | Spagna                                                      | Amichevole                                                  | -                                                           | All: G. Cavicchi Cap: E. Schiavo                            |
| 21-8-1971                                                   | Guadalajara                                                 | Francia                                                     | 0 – 1                                                       | Italia                                                      | Coppa del Mondo 1971 - Girone                               | Elena Schiavo                                               | All: G. Cavicchi Cap: E. Schiavo                            |
| 22-8-1971                                                   | Guadalajara                                                 | Danimarca                                                   | 1 – 1                                                       | Italia                                                      | Coppa del Mondo 1971 - Girone                               | Claudia Avon                                                | All: G. Cavicchi Cap: E. Schiavo                            |
| 28-8-1971                                                   | Città del Messico                                           | Messico                                                     | 2 – 1                                                       | Italia                                                      | Coppa del Mondo 1971 - Semifinale                           | Carmela Varone                                              | All: G. Cavicchi Cap: E. Schiavo                            |
| 4-9-1971                                                    | Guadalajara                                                 | Italia                                                      | 4 – 0                                                       | Argentina                                                   | Coppa del Mondo 1971 - 3º/4º posto                          | 3 Elisabetta Vignotto Elena Schiavo                         | All: G. Cavicchi Cap: E. Schiavo 3º Posto                   |
| 20-10-1971                                                  | Copenaghen                                                  | Danimarca                                                   | 2 – 0                                                       | Italia                                                      | Amichevole                                                  | -                                                           |                                                             |
| 4-11-1971                                                   | Piacenza                                                    | Italia                                                      | 0 – 1                                                       | Danimarca                                                   | Amichevole                                                  | -                                                           |                                                             |
| 5-8-1972                                                    | Livorno                                                     | Italia                                                      | 2 – 0                                                       | Inghilterra                                                 | Amichevole                                                  | -                                                           |                                                             |
| 9-9-1972                                                    | Trapani                                                     | Italia                                                      | 1 – 0                                                       | Jugoslavia                                                  | Amichevole                                                  | -                                                           |                                                             |
| 1-11-1972                                                   | Padova                                                      | Italia                                                      | 5 – 0                                                       | Spagna                                                      | Amichevole                                                  | -                                                           |                                                             |
| 4-11-1972                                                   | Udine                                                       | Italia                                                      | 3 – 0                                                       | Spagna                                                      | Amichevole                                                  | -                                                           |                                                             |
| 8-12-1972                                                   | Cordova                                                     | Spagna                                                      | 1 – 5                                                       | Italia                                                      | Amichevole                                                  | -                                                           |                                                             |
| 10-12-1972                                                  | Badajoz                                                     | Spagna                                                      | 1 – 3                                                       | Italia                                                      | Amichevole                                                  | -                                                           |                                                             |
| 1-6-1973                                                    | Padova                                                      | Italia                                                      | 2 – 0                                                       | Cecoslovacchia                                              | Amichevole                                                  | -                                                           |                                                             |
| 4-6-1973                                                    | Milano                                                      | Italia                                                      | 1 – 0                                                       | Cecoslovacchia                                              | Amichevole                                                  | -                                                           |                                                             |
| 6-6-1973                                                    | Grosseto                                                    | Italia                                                      | 3 – 0                                                       | Cecoslovacchia                                              | Amichevole                                                  | -                                                           |                                                             |
| 27-4-1974                                                   | Cesena                                                      | Italia                                                      | 4 – 0                                                       | Jugoslavia                                                  | Amichevole                                                  | -                                                           |                                                             |
| 2-5-1974                                                    | Terni                                                       | Italia                                                      | 2 – 0                                                       | Jugoslavia                                                  | Amichevole                                                  | -                                                           |                                                             |
| 21-9-1974                                                   | Ravenna                                                     | Italia                                                      | 4 – 3                                                       | Scozia                                                      | Amichevole                                                  | -                                                           |                                                             |
| 25-9-1974                                                   | Milano                                                      | Italia                                                      | 3 – 0                                                       | Scozia                                                      | Amichevole                                                  | -                                                           |                                                             |
| 29-6-1975                                                   | Perugia                                                     | Italia                                                      | 0 – 2                                                       | Cecoslovacchia                                              | Amichevole                                                  | -                                                           |                                                             |
| 2-7-1975                                                    | Bergamo                                                     | Italia                                                      | 2 – 2                                                       | Cecoslovacchia                                              | Amichevole                                                  | -                                                           |                                                             |
| 4-7-1976                                                    | Novara                                                      | Italia                                                      | 2 – 1                                                       | Inghilterra                                                 | Amichevole                                                  | -                                                           |                                                             |
| 9-9-1976                                                    | Roma                                                        | Italia                                                      | 1 – 1                                                       | Cecoslovacchia                                              | Amichevole                                                  | -                                                           |                                                             |
| 12-9-1976                                                   | Salerno                                                     | Italia                                                      | 1 – 1                                                       | Cecoslovacchia                                              | Amichevole                                                  | -                                                           |                                                             |
| 28-7-1978                                                   | Atri                                                        | Italia                                                      | 2 – 1                                                       | Belgio                                                      | Coppa Abruzzo 1978 - Girone                                 | -                                                           | [ 4 ]                                                       |
| 2-8-1978                                                    | Pescara                                                     | Italia                                                      | 7 – 0                                                       | Galles                                                      | Coppa Abruzzo 1978 - Girone                                 | -                                                           | [ 4 ]                                                       |
| 5-8-1978                                                    | Pescara                                                     | Italia                                                      | 4 – 1                                                       | Scozia                                                      | Coppa Abruzzo 1978 - Finale                                 | -                                                           | Campione                                                    |
| 23-5-1981                                                   | Salsomaggiore                                               | Italia                                                      | 5 – 1                                                       | Spagna                                                      | Amichevole                                                  | -                                                           |                                                             |
| 27-6-1981                                                   | Catania                                                     | Italia                                                      | 3 – 0                                                       | Polonia                                                     | Amichevole                                                  | -                                                           |                                                             |
| 29-8-1981                                                   | Castelsardo                                                 | Italia                                                      | 1 – 0                                                       | Belgio                                                      | Torneo di Castelsardo                                       | -                                                           |                                                             |
| 7-9-1983                                                    | Laerru                                                      | Italia                                                      | 4 – 0                                                       | Spagna                                                      | Torneo di Castelsardo                                       | -                                                           |                                                             |
| 8-12-1983                                                   | Bolzano                                                     | Italia                                                      | 8 – 0                                                       | Austria                                                     | Amichevole                                                  | -                                                           |                                                             |
| 29-8-1984                                                   | Trento                                                      | Italia                                                      | 2 – 1                                                       | Cecoslovacchia                                              | Torneo delle Dolomiti                                       | -                                                           |                                                             |
| 1-9-1984                                                    | Riva del Garda                                              | Italia                                                      | 0 – 1                                                       | Ungheria                                                    | Torneo delle Dolomiti                                       | -                                                           |                                                             |
| 1-11-1984                                                   | Genova                                                      | Italia                                                      | 1 – 1                                                       | Svezia                                                      | Amichevole                                                  | -                                                           |                                                             |
| 1-5-1985                                                    | Lund                                                        | Svezia                                                      | 1 – 0                                                       | Italia                                                      | Amichevole                                                  | -                                                           |                                                             |
| 21-4-1986                                                   | Belluno                                                     | Italia                                                      | 7 – 0                                                       | Jugoslavia                                                  | Amichevole                                                  | -                                                           |                                                             |
| 18-9-1986                                                   | Tokyo                                                       | Giappone                                                    | 1 – 2                                                       | Italia                                                      | Coppa Seiyu                                                 | -                                                           |                                                             |
| 23-9-1986                                                   | Tokyo                                                       | Giappone                                                    | 2 – 3                                                       | Italia                                                      | Coppa Seiyu                                                 | -                                                           |                                                             |
| 29-12-1987                                                  | Bordighera                                                  | Italia                                                      | 2 – 2                                                       | Paesi Bassi                                                 | Amichevole                                                  | -                                                           |                                                             |
| 7-6-1989                                                    | Beek en Donk                                                | Paesi Bassi                                                 | 0 – 3                                                       | Italia                                                      | Amichevole                                                  | -                                                           |                                                             |
| 15-11-1989                                                  | Sofia                                                       | Bulgaria                                                    | 1 – 3                                                       | Italia                                                      | Amichevole                                                  | -                                                           |                                                             |
| Totale                                                      |                                                             | Presenze                                                    | 59                                                          |                                                             | Reti                                                        | 157                                                         |                                                             |

## Partite dal 1971 al 1980
| Cronologia completa degli incontri della nazionale ― Italia | Cronologia completa degli incontri della nazionale ― Italia | Cronologia completa degli incontri della nazionale ― Italia | Cronologia completa degli incontri della nazionale ― Italia | Cronologia completa degli incontri della nazionale ― Italia | Cronologia completa degli incontri della nazionale ― Italia | Cronologia completa degli incontri della nazionale ― Italia | Cronologia completa degli incontri della nazionale ― Italia |
| Data                                                        | Città                                                       | In casa                                                     | Risultato                                                   | Ospiti                                                      | Competizione                                                | Reti                                                        | Note                                                        |
| ----------------------------------------------------------- | ----------------------------------------------------------- | ----------------------------------------------------------- | ----------------------------------------------------------- | ----------------------------------------------------------- | ----------------------------------------------------------- | ----------------------------------------------------------- | ----------------------------------------------------------- |
| 28-11-1971                                                  | Udine                                                       | Italia                                                      | 2 – 2                                                       | Francia                                                     | Amichevole                                                  | -                                                           |                                                             |
| 28-5-1972                                                   | Zagabria                                                    | Jugoslavia                                                  | 3 – 2                                                       | Italia                                                      | Amichevole                                                  | -                                                           |                                                             |
| 25-6-1972                                                   | Vicenza                                                     | Italia                                                      | 3 – 0                                                       | Jugoslavia                                                  | Amichevole                                                  | -                                                           |                                                             |
| 19-5-1974                                                   | Valence                                                     | Francia                                                     | 2 – 3                                                       | Italia                                                      | Amichevole                                                  | -                                                           |                                                             |
| 31-5-1974                                                   | Roma                                                        | Italia                                                      | 2 – 1                                                       | Scozia                                                      | Amichevole                                                  | -                                                           |                                                             |
| 2-6-1976                                                    | Roma                                                        | Italia                                                      | 0 – 2                                                       | Inghilterra                                                 | Amichevole                                                  | -                                                           |                                                             |
| 5-6-1976                                                    | Cesena                                                      | Italia                                                      | 1 – 2                                                       | Inghilterra                                                 | Amichevole                                                  | -                                                           |                                                             |
| 15-11-1977                                                  | Londra                                                      | Inghilterra                                                 | 1 – 0                                                       | Italia                                                      | Amichevole                                                  | -                                                           |                                                             |
| 8-4-1978                                                    | Chiasso                                                     | Svizzera                                                    | 0 – 2                                                       | Italia                                                      | Amichevole                                                  | -                                                           |                                                             |
| 28-5-1978                                                   | Napoli                                                      | Italia                                                      | 1 – 1                                                       | Paesi Bassi                                                 | Amichevole                                                  | -                                                           |                                                             |
| 30-5-1978                                                   | Roma                                                        | Italia                                                      | 1 – 0                                                       | Paesi Bassi                                                 | Amichevole                                                  | -                                                           |                                                             |
| 1-11-1978                                                   | Napoli                                                      | Italia                                                      | 5 – 0                                                       | Jugoslavia                                                  | Amichevole                                                  | -                                                           |                                                             |
| 28-4-1979                                                   | Aosta                                                       | Italia                                                      | 5 – 1                                                       | Svizzera                                                    | Amichevole                                                  | -                                                           |                                                             |
| 18-7-1979                                                   | Napoli                                                      | Italia                                                      | 4 – 0                                                       | Irlanda del Nord                                            | Coppa Europa 1979 - Girone                                  | 2 Carolina Morace Elisabetta Vignotto Ida Golin             | All: S. Guenza Cap: E. Schiavo                              |
| 22-7-1979                                                   | Benevento                                                   | Italia                                                      | 2 – 1                                                       | Norvegia                                                    | Coppa Europa 1979 - Girone                                  | Ida Golin Carolina Morace                                   | All: S. Guenza Cap: E. Schiavo                              |
| 25-7-1979                                                   | Napoli                                                      | Italia                                                      | 3 – 1                                                       | Inghilterra                                                 | Coppa Europa 1979 - Semifinale                              | 2 Elisabetta Vignotto Adriana Musumeci                      | All: S. Guenza Cap: E. Schiavo                              |
| 27-7-1979                                                   | Napoli                                                      | Danimarca                                                   | 2 – 0                                                       | Italia                                                      | Coppa Europa 1979 - Finale                                  | -                                                           | All: S. Guenza Cap: E. Schiavo 2º Posto                     |
| 19-10-1980                                                  | Bellinzona                                                  | Svizzera                                                    | 2 – 1                                                       | Italia                                                      | Amichevole                                                  | -                                                           |                                                             |
| Totale                                                      |                                                             | Presenze                                                    | 19                                                          |                                                             | Reti                                                        | 41                                                          |                                                             |

## Partite dal 1981 al 1990
| Cronologia completa degli incontri della nazionale ― Italia | Cronologia completa degli incontri della nazionale ― Italia | Cronologia completa degli incontri della nazionale ― Italia | Cronologia completa degli incontri della nazionale ― Italia | Cronologia completa degli incontri della nazionale ― Italia | Cronologia completa degli incontri della nazionale ― Italia | Cronologia completa degli incontri della nazionale ― Italia                                              | Cronologia completa degli incontri della nazionale ― Italia |
| Data                                                        | Città                                                       | In casa                                                     | Risultato                                                   | Ospiti                                                      | Competizione                                                | Reti | Note                                                        |
| ----------------------------------------------------------- | ----------------------------------------------------------- | ----------------------------------------------------------- | ----------------------------------------------------------- | ----------------------------------------------------------- | ----------------------------------------------------------- | --- | ----------------------------------------------------------- |
| 22-8-1981                                                   | Alghero                                                     | Italia                                                      | 3 – 0                                                       | Scozia                                                      | Torneo di Castelsardo                                       | - |                                                             |
| 6-9-1981                                                    | Kōbe                                                        | Danimarca                                                   | 1 – 1                                                       | Italia                                                      | Mundialito 1981                                             | Elisabetta Vignotto                                                                                      |                                                             |
| 9-9-1981                                                    | Tokyo                                                       | Giappone                                                    | 0 – 9                                                       | Italia                                                      | Mundialito 1981                                             | Carolina Morace 2 Sandra Pierazzuoli 2 Elisabetta Saldi Elisabetta Secci 2 Elisabetta Vignotto Ida Golin | 1º Titolo                                                   |
| 11-4-1982                                                   | Biella                                                      | Italia                                                      | 1 – 0                                                       | Svizzera                                                    | Amichevole                                                  | - |                                                             |
| 13-5-1982                                                   | Helsingborg                                                 | Svezia                                                      | 2 – 0                                                       | Italia                                                      | Amichevole                                                  | - |                                                             |
| 16-5-1982                                                   | Ringsted                                                    | Danimarca                                                   | 6 – 0                                                       | Italia                                                      | Amichevole                                                  | - |                                                             |
| 11-6-1982                                                   | Pescara                                                     | Italia                                                      | 2 – 0                                                       | Inghilterra                                                 | Amichevole                                                  | - |                                                             |
| 19-8-1982                                                   | Monfalcone                                                  | Italia                                                      | 1 – 2                                                       | Scozia                                                      | Trofeo Città di Grado                                       | - |                                                             |
| 22-8-1982                                                   | Grado                                                       | Italia                                                      | 4 – 1                                                       | Scozia                                                      | Trofeo Città di Grado                                       | - |                                                             |
| 18-9-1982                                                   | Alassio                                                     | Italia                                                      | 0 – 2                                                       | Danimarca                                                   | Amichevole                                                  | - |                                                             |
| 30-10-1982                                                  | Valence                                                     | Francia                                                     | 1 – 0                                                       | Italia                                                      | Qual. Euro 1984                                             | - | All: P.Todeschini Cap: E. Vignotto                          |
| 14-11-1982                                                  | Genova                                                      | Italia                                                      | 3 – 0                                                       | Portogallo                                                  | Qual. Euro 1984                                             | Elisabetta Vignotto                                                                                      | [ 7 ]                                                       |
| 24-4-1983                                                   | Vicenza                                                     | Italia                                                      | 3 – 0                                                       | Francia                                                     | Qual. Euro 1984                                             | 2 Elisabetta Vignotto Feriana Ferraguzzi                                                                 | All: E. Benedetti Cap: E. Vignotto                          |
| 23-5-1983                                                   | Lugano                                                      | Svizzera                                                    | 0 – 2                                                       | Italia                                                      | Qual. Euro 1984                                             | Carolina Morace Elisabetta Vignotto (rig.)                                                               | [ 9 ]                                                       |
| 24-6-1983                                                   | Porto                                                       | Portogallo                                                  | 0 – 2                                                       | Italia                                                      | Qual. Euro 1984                                             | 2 Elisabetta Vignotto                                                                                    | [ 10 ]                                                      |
| 17-9-1983                                                   | Roma                                                        | Italia                                                      | 2 – 0                                                       | Svizzera                                                    | Qual. Euro 1984                                             | 2 Elisabetta Vignotto                                                                                    | [ 11 ]                                                      |
| 25-1-1984                                                   | Milano                                                      | Italia                                                      | 2 – 1                                                       | Germania Ovest                                              | Amichevole                                                  | - |                                                             |
| 8-4-1984                                                    | Roma                                                        | Italia                                                      | 2 – 3                                                       | Svezia                                                      | Euro 1984 - Semifinale di andata                            | Carolina Morace Elisabetta Vignotto                                                                      |                                                             |
| 28-4-1984                                                   | Linköping                                                   | Svezia                                                      | 2 – 1                                                       | Italia                                                      | Euro 1984 - Semifinale di ritorno                           | Carolina Morace                                                                                          | 3º Posto                                                    |
| 19-8-1984                                                   | Caorle                                                      | Germania Ovest                                              | 2 – 1                                                       | Italia                                                      | Mundialito 1984 - 1ª Fase                                   | - |                                                             |
| 21-8-1984                                                   | Caorle                                                      | Italia                                                      | 4 – 0                                                       | Belgio                                                      | Mundialito 1984 - 1ª Fase                                   | - |                                                             |
| 24-8-1984                                                   | Jesolo                                                      | Italia                                                      | 1 – 1                                                       | Inghilterra                                                 | Mundialito 1984 - 1ª Fase                                   | - |                                                             |
| 26-8-1984                                                   | Jesolo                                                      | Italia                                                      | 3 – 1                                                       | Germania Ovest                                              | Mundialito 1984 - Finale                                    | Carolina Morace Elisabetta Vignotto Rose Reilly                                                          | 2º Titolo                                                   |
| 17-10-1984                                                  | Xi'an                                                       | Giappone                                                    | 0 – 6                                                       | Italia                                                      | Torneo di Cina                                              | - |                                                             |
| 22-10-1984                                                  | Xi'an                                                       | Italia                                                      | 1 – 1 (2-3 dtr)                                             | Stati Uniti                                                 | Torneo di Cina                                              | - |                                                             |
| 24-10-1984                                                  | Xi'an                                                       | Giappone                                                    | 1 – 5                                                       | Italia                                                      | Torneo di Cina                                              | - |                                                             |
| 24-2-1985                                                   | Verona                                                      | Italia                                                      | 1 – 1                                                       | Francia                                                     | Amichevole                                                  | - |                                                             |
| 25-5-1985                                                   | Gyöngyös                                                    | Ungheria                                                    | 2 – 3                                                       | Italia                                                      | Qual. Euro 1987                                             | 2 Ida Golin Elisabetta Vignotto                                                                          | [ 12 ]                                                      |
| 18-8-1985                                                   | Jesolo                                                      | Italia                                                      | 1 – 0                                                       | Stati Uniti                                                 | Mundialito 1985 - 1º Fase                                   | - |                                                             |
| 20-8-1985                                                   | Caorle                                                      | Italia                                                      | 1 – 1                                                       | Inghilterra                                                 | Mundialito 1985 - 1º Fase                                   | - |                                                             |
| 22-8-1985                                                   | Caorle                                                      | Italia                                                      | 2 – 1                                                       | Danimarca                                                   | Mundialito 1985 - 1º Fase                                   | - |                                                             |
| 25-8-1985                                                   | Caorle                                                      | Inghilterra                                                 | 3 – 2                                                       | Italia                                                      | Mundialito 1985 - Finale                                    | - | 2º Posto                                                    |
| 14-9-1985                                                   | Padova                                                      | Italia                                                      | 3 – 0                                                       | Svizzera                                                    | Qual. Euro 1987                                             | 2 Elisabetta Vignotto (1 rig.) Carolina Morace                                                           | [ 13 ]                                                      |
| 3-11-1985                                                   | Palma di Maiorca                                            | Spagna                                                      | 2 – 3                                                       | Italia                                                      | Qual. Euro 1987                                             | 2 Elisabetta Vignotto Sandra Pierazzuoli                                                                 | [ 14 ]                                                      |
| 1-3-1986                                                    | Ascoli Piceno                                               | Italia                                                      | 2 – 2                                                       | Paesi Bassi                                                 | Amichevole                                                  | - |                                                             |
| 3-5-1986                                                    | Potenza                                                     | Italia                                                      | 1 – 0                                                       | Ungheria                                                    | Qual. Euro 1987                                             | Sandra Pierazzuoli                                                                                       | [ 15 ]                                                      |
| 19-7-1986                                                   | Jesolo                                                      | Italia                                                      | 5 – 1                                                       | Giappone                                                    | Mundialito 1986 - Girone                                    | 2 Elisabetta Vignotto 3 Ida Golin                                                                        |                                                             |
| 23-7-1986                                                   | Jesolo                                                      | Italia                                                      | 6 – 0                                                       | Messico                                                     | Mundialito 1986 - Girone                                    | Sandra Pierazzuoli Maria Serafin (aut.) Carolina Morace 2 Elisabetta Vignotto (1 rig.) Ida Golin         |                                                             |
| 25-7-1986                                                   | Jesolo                                                      | Italia                                                      | 3 – 0                                                       | Cina                                                        | Mundialito 1986 - Semifinale                                | Elisabetta Vignotto Ida Golin Elisabetta Bavagnoli                                                       |                                                             |
| 26-7-1986                                                   | Jesolo                                                      | Italia                                                      | 1 – 0                                                       | Stati Uniti                                                 | Mundialito 1986 - Finale                                    | Antonella Carta                                                                                          | 3º Titolo                                                   |
| 11-10-1986                                                  | Modena                                                      | Italia                                                      | 1 – 1                                                       | Spagna                                                      | Qual. Euro 1987                                             | Carolina Morace                                                                                          | [ 16 ]                                                      |
| 1-11-1986                                                   | Basilea                                                     | Svizzera                                                    | 1 – 2                                                       | Italia                                                      | Qual. Euro 1987                                             | 2 Elisabetta Vignotto                                                                                    | [ 17 ]                                                      |
| 11-6-1987                                                   | Oslo                                                        | Norvegia                                                    | 2 – 0                                                       | Italia                                                      | Euro 1987 - Semifinale                                      | - |                                                             |
| 13-6-1987                                                   | Drammen                                                     | Inghilterra                                                 | 1 – 2                                                       | Italia                                                      | Euro 1987 - 3º/4º posto                                     | Carolina Morace Elisabetta Vignotto                                                                      | 3º Posto                                                    |
| 15-11-1987                                                  | Burghausen                                                  | Germania Ovest                                              | 3 – 0                                                       | Italia                                                      | Qual. Euro 1989                                             | - | [ 18 ]                                                      |
| 2-4-1988                                                    | Andria                                                      | Italia                                                      | 0 – 0                                                       | Germania Ovest                                              | Qual. Euro 1989                                             | - | [ 19 ]                                                      |
| 30-4-1988                                                   | San Benedetto del Tronto                                    | Italia                                                      | 5 – 1                                                       | Ungheria                                                    | Qual. Euro 1989                                             | Elisabetta Saldi 2 Elisabetta Vignotto Antonella Carta                                                   | [ 20 ]                                                      |
| 18-6-1988                                                   | Levanto                                                     | Italia                                                      | 5 – 0                                                       | Svizzera                                                    | Qual. Euro 1989                                             | Elisabetta Vignotto 2 Federica D'Astolfo 2 Antonella Carta                                               | [ 21 ]                                                      |
| 20-7-1988                                                   | Arco di Trento                                              | Italia                                                      | 1 – 0                                                       | Germania Ovest                                              | Mundialito 1988 - Girone                                    | Barbara Ferrigno                                                                                         |                                                             |
| 24-7-1988                                                   | Rovereto                                                    | Italia                                                      | 2 – 1                                                       | Stati Uniti                                                 | Mundialito 1988 - Girone                                    | Ernesta Venuto Adele Marsiletti                                                                          |                                                             |
| 26-7-1988                                                   | Arco di Trento                                              | Italia                                                      | 3 – 0                                                       | Francia                                                     | Mundialito 1988 - Semifinale                                | 2 Anna Maria Mega Carolina Morace                                                                        |                                                             |
| 30-7-1988                                                   | Arco di Trento                                              | Italia                                                      | 1 – 2                                                       | Inghilterra                                                 | Mundialito 1988 - Finale                                    | Carolina Morace                                                                                          | 2º Posto                                                    |
| 8-10-1988                                                   | Baja                                                        | Ungheria                                                    | 0 – 0                                                       | Italia                                                      | Qual. Euro 1989                                             | - | [ 22 ]                                                      |
| 30-10-1988                                                  | Caslano                                                     | Svizzera                                                    | 0 – 6                                                       | Italia                                                      | Qual. Euro 1989                                             | 2 Carolina Morace 3 Elisabetta Vignotto (1 rig.) Antonella Carta                                         | [ 23 ]                                                      |
| 27-11-1988                                                  | Reggio Emilia                                               | Italia                                                      | 2 – 0                                                       | Francia                                                     | Qual. Euro 1989 - Play-off                                  | 2 Carolina Morace                                                                                        | [ 24 ]                                                      |
| 11-12-1988                                                  | Vallauris                                                   | Francia                                                     | 1 – 2                                                       | Italia                                                      | Qual. Euro 1989 - Play-off                                  | 2 Adele Marsiletti                                                                                       | [ 25 ]                                                      |
| 15-3-1989                                                   | Reggio Emilia                                               | Italia                                                      | 2 – 3                                                       | Danimarca                                                   | Amichevole                                                  | - |                                                             |
| 3-5-1989                                                    | Viborg                                                      | Danimarca                                                   | 4 – 0                                                       | Italia                                                      | Amichevole                                                  | - |                                                             |
| 28-6-1989                                                   | Siegen                                                      | Germania Ovest                                              | 1 – 1 dts (4-3 dtr)                                         | Italia                                                      | Euro 1989 - Semifinale                                      | Elisabetta Vignotto                                                                                      |                                                             |
| 30-6-1989                                                   | Osnabrück                                                   | Svezia                                                      | 2 – 1 dts                                                   | Italia                                                      | Euro 1989 - 3º/4º posto                                     | Feriana Ferraguzzi                                                                                       | 4º Posto                                                    |
| 1-11-1989                                                   | High Wycombe                                                | Inghilterra                                                 | 1 – 1                                                       | Italia                                                      | Amichevole                                                  | - |                                                             |
| 2-12-1989                                                   | Reggio Emilia                                               | Italia                                                      | 4 – 1                                                       | Svizzera                                                    | Qual. Euro 1991                                             | Carolina Morace Antonella Carta Maria Mariotti Marilù Baldelli                                           | [ 26 ]                                                      |
| 10-2-1990                                                   | Portici                                                     | Italia                                                      | 3 – 1                                                       | Spagna                                                      | Qual. Euro 1991                                             | Feriana Ferraguzzi 2 Carolina Morace                                                                     | [ 27 ]                                                      |
| 7-4-1990                                                    | Lugano                                                      | Svizzera                                                    | 0 – 4                                                       | Italia                                                      | Qual. Euro 1991                                             | 2 Carolina Morace Adele Marsiletti Elisabetta Saldi                                                      | [ 28 ]                                                      |
| 28-4-1990                                                   | Vejle                                                       | Danimarca                                                   | 1 – 0                                                       | Italia                                                      | Qual. Euro 1991                                             | - | [ 29 ]                                                      |
| 18-8-1990                                                   | Londra                                                      | Inghilterra                                                 | 1 – 4                                                       | Italia                                                      | Amichevole                                                  | - |                                                             |
| 19-9-1990                                                   | Halmstad                                                    | Svezia                                                      | 4 – 0                                                       | Italia                                                      | Amichevole                                                  | - |                                                             |
| 6-10-1990                                                   | Oristano                                                    | Italia                                                      | 1 – 1                                                       | Danimarca                                                   | Qual. Euro 1991                                             | Feriana Ferraguzzi                                                                                       | [ 30 ]                                                      |
| 21-10-1990                                                  | Murcia                                                      | Spagna                                                      | 0 – 0                                                       | Italia                                                      | Qual. Euro 1991                                             | - | [ 31 ]                                                      |
| 18-11-1990                                                  | Malmö                                                       | Svezia                                                      | 1 – 1                                                       | Italia                                                      | Qual. Euro 1991 - Play-off                                  | Antonella Carta                                                                                          | [ 32 ]                                                      |
| 8-12-1990                                                   | Castellammare di Stabia                                     | Italia                                                      | 0 – 0                                                       | Svezia                                                      | Qual. Euro 1991 - Play-off                                  | - | [ 33 ]                                                      |
| Totale                                                      |                                                             | Presenze                                                    | 69                                                          |                                                             | Reti                                                        | 146 |                                                             |

## Partite dal 1991 al 2000
| Cronologia completa degli incontri della nazionale ― Italia | Cronologia completa degli incontri della nazionale ― Italia | Cronologia completa degli incontri della nazionale ― Italia | Cronologia completa degli incontri della nazionale ― Italia | Cronologia completa degli incontri della nazionale ― Italia | Cronologia completa degli incontri della nazionale ― Italia | Cronologia completa degli incontri della nazionale ― Italia       | Cronologia completa degli incontri della nazionale ― Italia |
| Data                                                        | Città                                                       | In casa                                                     | Risultato                                                   | Ospiti                                                      | Competizione                                                | Reti                                                              | Note                                                        |
| ----------------------------------------------------------- | ----------------------------------------------------------- | ----------------------------------------------------------- | ----------------------------------------------------------- | ----------------------------------------------------------- | ----------------------------------------------------------- | ----------------------------------------------------------------- | ----------------------------------------------------------- |
| 7-3-1991                                                    | Lecce                                                       | Italia                                                      | 4 – 1                                                       | Paesi Bassi                                                 | Amichevole                                                  | -                                                                 |                                                             |
| 25-4-1991                                                   | Mariano del Friuli                                          | Italia                                                      | 2 – 1                                                       | Ungheria                                                    | Amichevole                                                  | -                                                                 |                                                             |
| 3-5-1991                                                    | Viterbo                                                     | Italia                                                      | 6 – 0                                                       | Grecia                                                      | Amichevole                                                  | -                                                                 |                                                             |
| 23-6-1991                                                   | Umbertide                                                   | Italia                                                      | 4 – 1                                                       | Jugoslavia                                                  | Amichevole                                                  | -                                                                 |                                                             |
| 11-7-1991                                                   | Frederikshavn                                               | Germania                                                    | 3 – 0                                                       | Italia                                                      | Euro 1991 - Semifinale                                      | -                                                                 |                                                             |
| 14-7-1991                                                   | Aalborg                                                     | Danimarca                                                   | 2 – 1 dts                                                   | Italia                                                      | Euro 1991 - 3º/4º posto                                     | Silvia Fiorini                                                    | 4º Posto                                                    |
| 21-9-1991                                                   | Belfort                                                     | Francia                                                     | 0 – 1                                                       | Italia                                                      | Amichevole                                                  | -                                                                 |                                                             |
| 19-10-1991                                                  | Sulmona                                                     | Italia                                                      | 3 – 1                                                       | Polonia                                                     | Qual. Euro 1993                                             | Carolina Morace Silvia Fiorini Adele Marsiletti                   | [ 34 ]                                                      |
| 17-11-1991                                                  | Jiangmen                                                    | Taipei cinese                                               | 0 – 5                                                       | Italia                                                      | Mondiali 1991 - Girone                                      | Feriana Ferraguzzi Adele Marsiletti 3 Carolina Morace             |                                                             |
| 19-11-1991                                                  | Zhongshan                                                   | Italia                                                      | 1 – 0                                                       | Nigeria                                                     | Mondiali 1991 - Girone                                      | Carolina Morace                                                   |                                                             |
| 21-11-1991                                                  | Zhongshan                                                   | Italia                                                      | 0 – 2                                                       | Germania                                                    | Mondiali 1991 - Girone                                      | -                                                                 |                                                             |
| 24-11-1991                                                  | Jiangmen                                                    | Norvegia                                                    | 3 – 2 dts                                                   | Italia                                                      | Mondiali 1991 - Quarti di finale                            | Raffaella Salmaso Rita Guarino                                    |                                                             |
| 26-2-1992                                                   | Rimini                                                      | Italia                                                      | 1 – 0                                                       | Unione Sovietica                                            | Amichevole                                                  | -                                                                 |                                                             |
| 25-3-1992                                                   | Atene                                                       | Grecia                                                      | 1 – 7                                                       | Italia                                                      | Amichevole                                                  | -                                                                 |                                                             |
| 18-4-1992                                                   | Roma                                                        | Italia                                                      | 1 – 1                                                       | Germania                                                    | Amichevole                                                  | -                                                                 |                                                             |
| 30-5-1992                                                   | Púchov                                                      | Cecoslovacchia                                              | 0 – 3                                                       | Italia                                                      | Qual. Euro 1993                                             | Silvia Fiorini (rig.) 2 Carolina Morace                           | [ 35 ]                                                      |
| 12-9-1992                                                   | Jesolo                                                      | Italia                                                      | 2 – 2                                                       | Cecoslovacchia                                              | Qual. Euro 1993                                             | Marie Tlachová (aut.) Adele Marsiletti                            | [ 36 ]                                                      |
| 27-9-1992                                                   | Cracovia                                                    | Polonia                                                     | 1 – 4                                                       | Italia                                                      | Qual. Euro 1993                                             | 2 Carolina Morace Federica D'Astolfo Adele Marsiletti             | [ 37 ]                                                      |
| 17-10-1992                                                  | Avellino                                                    | Italia                                                      | 3 – 2                                                       | Inghilterra                                                 | Qual. Euro 1993 - Play-off                                  | 2 Carolina Morace Silvia Fiorini                                  | [ 38 ]                                                      |
| 7-11-1992                                                   | Rotherham                                                   | Inghilterra                                                 | 0 – 3                                                       | Italia                                                      | Qual. Euro 1993 - Play-off                                  | Debbie Bampton (aut.) Sue Law (aut.) Carolina Morace              | [ 39 ]                                                      |
| 9-4-1993                                                    | Budapest                                                    | Ungheria                                                    | 0 – 2                                                       | Italia                                                      | Amichevole                                                  | -                                                                 |                                                             |
| 8-5-1993                                                    | Sassari                                                     | Italia                                                      | 1 – 0                                                       | Svezia                                                      | Amichevole                                                  | -                                                                 |                                                             |
| 10-6-1993                                                   | Columbus                                                    | Italia                                                      | 4 – 0                                                       | Canada                                                      | Columbus Cup 1993                                           | Silvia Fiorini Federica D'Astolfo Carolina Morace Marilù Baldelli | [ 40 ]                                                      |
| 15-6-1993                                                   | Mansfield                                                   | Stati Uniti                                                 | 5 – 0                                                       | Italia                                                      | Columbus Cup 1993                                           | -                                                                 | 2º Posto                                                    |
| 30-6-1993                                                   | Rimini                                                      | Italia                                                      | 1 – 1 (4-3 dtr)                                             | Germania                                                    | Euro 1993 - Semifinale                                      | Carolina Morace                                                   |                                                             |
| 4-7-1993                                                    | Cesena                                                      | Norvegia                                                    | 1 – 0                                                       | Italia                                                      | Euro 1993 - Finale                                          | -                                                                 | 2º Posto                                                    |
| 16-10-1993                                                  | Senigallia                                                  | Italia                                                      | 4 – 0                                                       | Scozia                                                      | Qual. Euro 1995                                             | Silvia Fiorini Raffaella Salmaso Bianca Baldelli Adele Marsiletti | [ 41 ]                                                      |
| 20-11-1993                                                  | Rende                                                       | Italia                                                      | 2 – 0                                                       | Francia                                                     | Qual. Euro 1995                                             | Fiorinda Ciardi (rig.) Adele Marsiletti                           | [ 42 ]                                                      |
| 5-3-1994                                                    | Fiaes                                                       | Portogallo                                                  | 1 – 3                                                       | Italia                                                      | Qual. Euro 1995                                             | Isabella Costanzo 2 Carolina Morace                               | [ 43 ]                                                      |
| 3-4-1994                                                    | Stirling                                                    | Scozia                                                      | 0 – 4                                                       | Italia                                                      | Qual. Euro 1995                                             | 2 Isabella Costanzo Silvia Fiorini Carolina Morace                | [ 44 ]                                                      |
| 4-5-1994                                                    | Västerås                                                    | Svezia                                                      | 1 – 0                                                       | Italia                                                      | Amichevole                                                  | -                                                                 |                                                             |
| 14-5-1994                                                   | Schiltigheim                                                | Francia                                                     | 1 – 1                                                       | Italia                                                      | Qual. Euro 1995                                             | Antonella Carta                                                   | [ 45 ]                                                      |
| 11-6-1994                                                   | Carrara                                                     | Italia                                                      | 1 – 2                                                       | Portogallo                                                  | Qual. Euro 1995                                             | Roberta Ulivi                                                     | [ 46 ]                                                      |
| 5-10-1994                                                   | Castiglione delle Stiviere                                  | Italia                                                      | 1 – 1                                                       | Danimarca                                                   | Amichevole                                                  | -                                                                 |                                                             |
| 15-10-1994                                                  | Mantova                                                     | Italia                                                      | 1 – 3                                                       | Norvegia                                                    | Qual. Euro 1995 - Play-off                                  | Raffaella Salmaso                                                 | [ 47 ]                                                      |
| 29-10-1994                                                  | Oslo                                                        | Norvegia                                                    | 4 – 2                                                       | Italia                                                      | Qual. Euro 1995 - Play-off                                  | Carolina Morace Rita Guarino                                      | [ 48 ]                                                      |
| 25-1-1995                                                   | Firenze                                                     | Italia                                                      | 1 – 1                                                       | Inghilterra                                                 | Amichevole                                                  | -                                                                 |                                                             |
| 14-3-1995                                                   | Lagos                                                       | Svezia                                                      | 4 – 0                                                       | Italia                                                      | Algarve Cup 1995 - Girone                                   | -                                                                 |                                                             |
| 16-3-1995                                                   | Quarteira                                                   | Norvegia                                                    | 3 – 1                                                       | Italia                                                      | Algarve Cup 1995 - Girone                                   | Silvia Fiorini                                                    |                                                             |
| 17-3-1995                                                   | Vila Real de Santo António                                  | Italia                                                      | 2 – 0                                                       | Paesi Bassi                                                 | Algarve Cup 1995 - Girone                                   | Marilù Baldelli Rita Guarino                                      |                                                             |
| 19-3-1995                                                   | Lagos                                                       | Italia                                                      | 4 – 1                                                       | Portogallo                                                  | Algarve Cup 1995 - 7º/8º posto                              | Antonella Carta Marilù Baldelli Rita Guarino Carolina Morace      |                                                             |
| 11-4-1995                                                   | Poissy                                                      | Stati Uniti                                                 | 3 – 0                                                       | Italia                                                      | Amichevole                                                  | -                                                                 |                                                             |
| 12-4-1995                                                   | Saint-Maur-des-Fossés                                       | Francia                                                     | 1 – 0                                                       | Italia                                                      | Amichevole                                                  | -                                                                 |                                                             |
| 14-4-1995                                                   | Montpellier                                                 | Canada                                                      | 1 – 1                                                       | Italia                                                      | Amichevole                                                  | -                                                                 |                                                             |
| 16-5-1995                                                   | Lillehammer                                                 | Norvegia                                                    | 4 – 1                                                       | Italia                                                      | Amichevole                                                  | -                                                                 |                                                             |
| 7-9-1995                                                    | Jesolo                                                      | Italia                                                      | 1 – 0                                                       | Ungheria                                                    | Amichevole                                                  | -                                                                 |                                                             |
| 9-9-1995                                                    | Jesolo                                                      | Italia                                                      | 3 – 1                                                       | Francia                                                     | Amichevole                                                  | -                                                                 |                                                             |
| 21-10-1995                                                  | Verona                                                      | Italia                                                      | 7 – 0                                                       | Croazia                                                     | Qual. Euro 1997                                             | Manuela Tesse Silvia Fiorini 3 Carolina Morace 2 Rita Guarino     | [ 49 ]                                                      |
| 1-11-1995                                                   | Sunderland                                                  | Inghilterra                                                 | 1 – 1                                                       | Italia                                                      | Qual. Euro 1997                                             | Carolina Morace                                                   | [ 50 ]                                                      |
| 9-12-1995                                                   | Évora                                                       | Portogallo                                                  | 0 – 2                                                       | Italia                                                      | Qual. Euro 1997                                             | Carolina Morace Antonella Carta                                   | [ 51 ]                                                      |
| 16-3-1996                                                   | Cosenza                                                     | Italia                                                      | 2 – 1                                                       | Inghilterra                                                 | Qual. Euro 1997                                             | Antonella Carta Carolina Morace                                   | [ 52 ]                                                      |
| 7-4-1996                                                    | Mestre                                                      | Italia                                                      | 4 – 1                                                       | Portogallo                                                  | Qual. Euro 1997                                             | Patrizia Panico Daniela Tavalazzi Florinda Ciardi Silvia Fiorini  | [ 53 ]                                                      |
| 11-5-1996                                                   | Parenzo                                                     | Croazia                                                     | 0 – 0                                                       | Italia                                                      | Qual. Euro 1997                                             | -                                                                 | [ 54 ]                                                      |
| 9-10-1996                                                   | Venaria                                                     | Italia                                                      | 0 – 1                                                       | Svezia                                                      | Amichevole                                                  | -                                                                 |                                                             |
| 30-10-1996                                                  | Giubiasco                                                   | Svizzera                                                    | 0 – 1                                                       | Italia                                                      | Amichevole                                                  | -                                                                 |                                                             |
| 11-12-1996                                                  | Benevento                                                   | Italia                                                      | 0 – 0                                                       | Germania                                                    | Amichevole                                                  | -                                                                 |                                                             |
| 26-2-1997                                                   | Oud-Heverlee                                                | Belgio                                                      | 1 – 1                                                       | Italia                                                      | Amichevole                                                  | -                                                                 |                                                             |
| 23-3-1997                                                   | Modena                                                      | Italia                                                      | 4 – 1                                                       | Grecia                                                      | Amichevole                                                  | -                                                                 |                                                             |
| 23-4-1997                                                   | Torino                                                      | Italia                                                      | 2 – 0                                                       | Inghilterra                                                 | Amichevole                                                  | -                                                                 |                                                             |
| 31-5-1997                                                   | Salem                                                       | Italia                                                      | 3 – 0                                                       | Australia                                                   | Coppa USA                                                   | Patrizia Panico 2 Antonella Carta                                 | [ 55 ]                                                      |
| 4-6-1997                                                    | Worcester                                                   | Italia                                                      | 2 – 1                                                       | Canada                                                      | Coppa USA                                                   | -                                                                 | [ 55 ]                                                      |
| 8-6-1997                                                    | Washington                                                  | Stati Uniti                                                 | 2 – 0                                                       | Italia                                                      | Coppa USA                                                   | -                                                                 | 2º Posto                                                    |
| 30-6-1997                                                   | Moss                                                        | Germania                                                    | 1 – 1                                                       | Italia                                                      | Euro 1997 - Girone                                          | Antonella Carta                                                   |                                                             |
| 3-7-1997                                                    | Lillestrøm                                                  | Italia                                                      | 2 – 2                                                       | Danimarca                                                   | Euro 1997 - Girone                                          | Carolina Morace Patrizia Panico                                   |                                                             |
| 6-7-1997                                                    | Lillestrøm                                                  | Norvegia                                                    | 0 – 2                                                       | Italia                                                      | Euro 1997 - Girone                                          | 2 Carolina Morace                                                 |                                                             |
| 9-7-1997                                                    | Lillestrøm                                                  | Italia                                                      | 2 – 1                                                       | Spagna                                                      | Euro 1997 - Semifinale                                      | Silvia Fiorini Carolina Morace                                    |                                                             |
| 12-7-1997                                                   | Oslo                                                        | Italia                                                      | 0 – 2                                                       | Germania                                                    | Euro 1997 - Finale                                          | -                                                                 | 2º Posto                                                    |
| 1-11-1997                                                   | Nyon                                                        | Svizzera                                                    | 1 – 3                                                       | Italia                                                      | Qual. Mondiali 1999                                         | -                                                                 |                                                             |
| 22-11-1997                                                  | Como                                                        | Italia                                                      | 0 – 0                                                       | Francia                                                     | Qual. Mondiali 1999                                         | -                                                                 |                                                             |
| 5-2-1998                                                    | Catania                                                     | Italia                                                      | 0 – 1                                                       | Germania                                                    | Amichevole                                                  | -                                                                 |                                                             |
| 25-3-1998                                                   | Termoli                                                     | Italia                                                      | 0 – 0                                                       | Cina                                                        | Amichevole                                                  | -                                                                 |                                                             |
| 11-4-1998                                                   | Blois                                                       | Francia                                                     | 2 – 3                                                       | Italia                                                      | Qual. Mondiali 1999                                         | -                                                                 |                                                             |
| 21-4-1998                                                   | West Bromwich                                               | Inghilterra                                                 | 1 – 2                                                       | Italia                                                      | Amichevole                                                  | -                                                                 |                                                             |
| 5-5-1998                                                    | Cagliari                                                    | Italia                                                      | 1 – 0                                                       | Finlandia                                                   | Qual. Mondiali 1999                                         | -                                                                 |                                                             |
| 16-5-1998                                                   | Perugia                                                     | Italia                                                      | 2 – 0                                                       | Svizzera                                                    | Qual. Mondiali 1999                                         | -                                                                 |                                                             |
| 27-5-1998                                                   | Espoo                                                       | Finlandia                                                   | 1 – 2                                                       | Italia                                                      | Qual. Mondiali 1999                                         | -                                                                 |                                                             |
| 6-1-1999                                                    | Sydney                                                      | Italia                                                      | 1 – 0                                                       | Canada                                                      | Australian Cup 1999 - Girone                                | Patrizia Panico                                                   | [ 56 ]                                                      |
| 8-1-1999                                                    | Sydney                                                      | Australia                                                   | 1 – 1                                                       | Italia                                                      | Australian Cup 1999 - Girone                                | Patrizia Panico                                                   | [ 56 ]                                                      |
| 13-1-1999                                                   | Canberra                                                    | Italia                                                      | 0 – 1                                                       | Australia                                                   | Australian Cup 1999 - Finale                                | -                                                                 | 2º posto                                                    |
| 21-4-1999                                                   | Soverato                                                    | Italia                                                      | 1 – 1                                                       | Svezia                                                      | Amichevole                                                  | -                                                                 |                                                             |
| 12-5-1999                                                   | San Benedetto del Tronto                                    | Italia                                                      | 2 – 2                                                       | Norvegia                                                    | Amichevole                                                  | -                                                                 |                                                             |
| 26-5-1999                                                   | Lugo                                                        | Italia                                                      | 4 – 1                                                       | Inghilterra                                                 | Amichevole                                                  | -                                                                 |                                                             |
| 20-6-1999                                                   | Los Angeles                                                 | Germania                                                    | 1 – 1                                                       | Italia                                                      | Mondiali 1999 - Girone                                      | Patrizia Panico                                                   |                                                             |
| 24-6-1999                                                   | Chicago                                                     | Brasile                                                     | 2 – 0                                                       | Italia                                                      | Mondiali 1999 - Girone                                      | -                                                                 |                                                             |
| 27-6-1999                                                   | Boston                                                      | Messico                                                     | 0 – 2                                                       | Italia                                                      | Mondiali 1999 - Girone                                      | Patrizia Panico Paola Zanni                                       |                                                             |
| 22-9-1999                                                   | Reykjavík                                                   | Islanda                                                     | 0 – 0                                                       | Italia                                                      | Qual. Euro 2001                                             | -                                                                 | All: E. Recagni                                             |
| 13-10-1999                                                  | Castelfranco di Sotto                                       | Italia                                                      | 1 – 0                                                       | Ucraina                                                     | Qual. Euro 2001                                             | Patrizia Panico                                                   | All: E. Recagni                                             |
| 11-11-1999                                                  | Isernia                                                     | Italia                                                      | 4 – 4                                                       | Germania                                                    | Qual. Euro 2001                                             | 3 Patrizia Panico Tatiana Zorri                                   | All: E. Recagni                                             |
| 23-2-2000                                                   | Torre Annunziata                                            | Italia                                                      | 0 – 0                                                       | Paesi Bassi                                                 | Amichevole                                                  | -                                                                 | All: E. Recagni                                             |
| 22-3-2000                                                   | Trani                                                       | Italia                                                      | 3 – 0                                                       | Jugoslavia                                                  | Amichevole                                                  | -                                                                 | All: E. Recagni                                             |
| 6-4-2000                                                    | Francoforte sul Meno                                        | Germania                                                    | 3 – 0                                                       | Italia                                                      | Qual. Euro 2001                                             | -                                                                 | All: E. Recagni                                             |
| 7-6-2000                                                    | Urbino                                                      | Italia                                                      | 1 – 0                                                       | Islanda                                                     | Qual. Euro 2001                                             | Gioia Masia                                                       | All: E. Recagni                                             |
| 17-6-2000                                                   | Kiev                                                        | Ucraina                                                     | 0 – 0                                                       | Italia                                                      | Qual. Euro 2001                                             | -                                                                 | All: E. Recagni                                             |
| 7-7-2000                                                    | Central Islip                                               | Stati Uniti                                                 | 4 – 1                                                       | Italia                                                      | Amichevole                                                  | -                                                                 | All: E. Recagni                                             |
| 27-9-2000                                                   | San Giorgio di Nogaro                                       | Italia                                                      | 2 – 1                                                       | Slovacchia                                                  | Amichevole                                                  | -                                                                 | All: C. Morace                                              |
| 14-10-2000                                                  | Roma                                                        | Italia                                                      | 3 – 1                                                       | Francia                                                     | Amichevole                                                  | -                                                                 | All: C. Morace                                              |
| 18-10-2000                                                  | Palermo                                                     | Italia                                                      | 3 – 0                                                       | Portogallo                                                  | Qual. Euro 2001 - Play-off                                  | Federica D'Astolfo Tatiana Zorri Rita Guarino                     | All: C. Morace                                              |
| 22-11-2000                                                  | Portalegre                                                  | Portogallo                                                  | 1 – 0                                                       | Italia                                                      | Qual. Euro 2001 - Play-off                                  | -                                                                 | All: C. Morace                                              |
| Totale                                                      |                                                             | Presenze                                                    | 108                                                         |                                                             | Reti                                                        | 180                                                               |                                                             |

## Partite dal 2001 al 2010
| Cronologia completa degli incontri della nazionale ― Italia | Cronologia completa degli incontri della nazionale ― Italia | Cronologia completa degli incontri della nazionale ― Italia | Cronologia completa degli incontri della nazionale ― Italia | Cronologia completa degli incontri della nazionale ― Italia | Cronologia completa degli incontri della nazionale ― Italia | Cronologia completa degli incontri della nazionale ― Italia                                                      | Cronologia completa degli incontri della nazionale ― Italia |
| Data                                                        | Città                                                       | In casa                                                     | Risultato                                                   | Ospiti                                                      | Competizione                                                | Reti | Note                                                        |
| ----------------------------------------------------------- | ----------------------------------------------------------- | ----------------------------------------------------------- | ----------------------------------------------------------- | ----------------------------------------------------------- | ----------------------------------------------------------- | --- | ----------------------------------------------------------- |
| 17-1-2001                                                   | Vibo Valentia                                               | Italia                                                      | 3 – 0                                                       | Scozia                                                      | Amichevole                                                  | - | All: C. Morace                                              |
| 7-3-2001                                                    | Rieti                                                       | Italia                                                      | 1 – 0                                                       | Stati Uniti                                                 | Amichevole                                                  | - | All: C. Morace                                              |
| 1-5-2001                                                    | Monza                                                       | Italia                                                      | 2 – 0                                                       | Belgio                                                      | Amichevole                                                  | - | All: C. Morace                                              |
| 10-5-2001                                                   | Troisdorf                                                   | Germania                                                    | 1 – 0                                                       | Italia                                                      | Amichevole                                                  | - | All: C. Morace                                              |
| 17-6-2001                                                   | Tavarone                                                    | Italia                                                      | 2 – 0                                                       | Finlandia                                                   | Amichevole                                                  | - | All: C. Morace                                              |
| 25-6-2001                                                   | Aalen                                                       | Italia                                                      | 2 – 1                                                       | Danimarca                                                   | Euro 2001 - Girone                                          | 2 Patrizia Panico                                                                                                | All: C. Morace                                              |
| 28-6-2001                                                   | Reutlingen                                                  | Norvegia                                                    | 1 – 1                                                       | Italia                                                      | Euro 2001 - Girone                                          | Rita Guarino | All: C. Morace                                              |
| 1-7-2001                                                    | Ulma                                                        | Francia                                                     | 2 – 0                                                       | Italia                                                      | Euro 2001 - Girone                                          | - | All: C. Morace                                              |
| 8-9-2001                                                    | Reykjavík                                                   | Islanda                                                     | 2 – 1                                                       | Italia                                                      | Qual. Mondiali 2003                                         | Ásthildur Helgadóttir (aut.)                                                                                     | All: C. Morace                                              |
| 10-10-2001                                                  | Siena                                                       | Italia                                                      | 1 – 3                                                       | Russia                                                      | Qual. Mondiali 2003                                         | Rita Guarino | All: C. Morace                                              |
| 28-11-2001                                                  | Perugia                                                     | Italia                                                      | 3 – 0                                                       | Spagna                                                      | Qual. Mondiali 2003                                         | - | All: C. Morace                                              |
| 13-2-2002                                                   | Ostia                                                       | Italia                                                      | 2 – 0                                                       | Paesi Bassi                                                 | Amichevole                                                  | - | All: C. Morace                                              |
| 24-3-2002                                                   | Pozoblanco                                                  | Spagna                                                      | 0 – 1                                                       | Italia                                                      | Qual. Mondiali 2003                                         | - | All: C. Morace                                              |
| 10-4-2002                                                   | Copenaghen                                                  | Danimarca                                                   | 4 – 0                                                       | Italia                                                      | Amichevole                                                  | - | All: C. Morace                                              |
| 22-5-2002                                                   | Seljatino                                                   | Russia                                                      | 2 – 1                                                       | Italia                                                      | Qual. Mondiali 2003                                         | - | All: C. Morace                                              |
| 8-6-2002                                                    | Arzachena                                                   | Italia                                                      | 0 – 0                                                       | Islanda                                                     | Qual. Mondiali 2003                                         | - | All: C. Morace                                              |
| 13-6-2002                                                   | Požarevac                                                   | Jugoslavia                                                  | 0 – 6                                                       | Italia                                                      | Amichevole                                                  | - | All: C. Morace                                              |
| 2-10-2002                                                   | Cary                                                        | Stati Uniti                                                 | 4 – 0                                                       | Italia                                                      | Coppa USA 2002                                              | - | All: C. Morace                                              |
| 6-10-2002                                                   | Cary                                                        | Italia                                                      | 1 – 2                                                       | Russia                                                      | Coppa USA 2002                                              | - | All: C. Morace                                              |
| 9-10-2002                                                   | Cary                                                        | Australia                                                   | 0 – 1                                                       | Italia                                                      | Coppa USA 2002                                              | - | All: C. Morace                                              |
| 13-11-2002                                                  | Lovanio                                                     | Belgio                                                      | 1 – 5                                                       | Italia                                                      | Amichevole                                                  | - | All: C. Morace                                              |
| 22-1-2003                                                   | Roma                                                        | Italia                                                      | 4 – 1                                                       | Scozia                                                      | Amichevole                                                  | - | All: C. Morace                                              |
| 25-2-2003                                                   | Viareggio                                                   | Italia                                                      | 1 – 0                                                       | Inghilterra                                                 | Amichevole                                                  | - | All: C. Morace                                              |
| 30-3-2003                                                   | Trento                                                      | Italia                                                      | 8 – 0                                                       | Serbia e Montenegro                                         | Qual. Euro 2005                                             | Chiara Gazzoli Tatiana Zorri (rig.) 2 Rita Guarino Pamela Conti Patrizia Panico Alessia Tuttino                  | All: C. Morace                                              |
| 16-4-2003                                                   | Hoofddorp                                                   | Paesi Bassi                                                 | 0 – 5                                                       | Italia                                                      | Amichevole                                                  | - | All: C. Morace                                              |
| 17-5-2003                                                   | Solna                                                       | Svezia                                                      | 5 – 0                                                       | Italia                                                      | Qual. Euro 2005                                             | - | All: C. Morace                                              |
| 19-7-2003                                                   | Vaasa                                                       | Finlandia                                                   | 1 – 1                                                       | Italia                                                      | Qual. Euro 2005                                             | Patrizia Panico                                                                                                  | All: C. Morace                                              |
| 9-9-2003                                                    | Livingston                                                  | Scozia                                                      | 0 – 4                                                       | Italia                                                      | Amichevole                                                  | - | All: C. Morace                                              |
| 27-9-2003                                                   | Frauenfeld                                                  | Svizzera                                                    | 0 – 1                                                       | Italia                                                      | Qual. Euro 2005                                             | Patrizia Panico                                                                                                  | All: C. Morace                                              |
| 22-10-2003                                                  | Kansas City                                                 | Stati Uniti                                                 | 2 – 2                                                       | Italia                                                      | Amichevole                                                  | - | All: C. Morace                                              |
| 21-1-2004                                                   | Atene                                                       | Grecia                                                      | 0 – 3                                                       | Italia                                                      | Amichevole                                                  | - | All: C. Morace                                              |
| 17-2-2004                                                   | Viareggio                                                   | Italia                                                      | 2 – 1                                                       | Paesi Bassi                                                 | Amichevole                                                  | - | All: C. Morace                                              |
| 14-3-2004                                                   | Guia                                                        | Italia                                                      | 1 – 0                                                       | Cina                                                        | Algarve Cup 2004 - Girone                                   | Maria Ilaria Pasqui                                                                                              | All: C. Morace                                              |
| 16-3-2004                                                   | Olhão                                                       | Norvegia                                                    | 3 – 0                                                       | Italia                                                      | Algarve Cup 2004 - Girone                                   | - | All: C. Morace                                              |
| 18-3-2004                                                   | Lagos                                                       | Finlandia                                                   | 1 – 2                                                       | Italia                                                      | Algarve Cup 2004 - Girone                                   | Patrizia Panico Maria Ilaria Pasqui                                                                              | All: C. Morace                                              |
| 20-3-2004                                                   | Faro                                                        | Francia                                                     | 3 – 3 dts (4-3 dtr)                                         | Italia                                                      | Algarve Cup 2004 - 3º/4º posto                              | 2 Patrizia Panico Chiara Gazzoli                                                                                 | All: C. Morace 4º Posto                                     |
| 31-3-2004                                                   | Bolzano                                                     | Italia                                                      | 0 – 1                                                       | Germania                                                    | Amichevole                                                  | - | All: C. Morace                                              |
| 24-4-2004                                                   | Andria                                                      | Italia                                                      | 1 – 1                                                       | Finlandia                                                   | Qual. Euro 2005                                             | Patrizia Panico                                                                                                  | All: C. Morace                                              |
| 22-5-2004                                                   | Trapani                                                     | Italia                                                      | 0 – 0                                                       | Svizzera                                                    | Qual. Euro 2005                                             | - | All: C. Morace                                              |
| 26-6-2004                                                   | Benevento                                                   | Italia                                                      | 2 – 1                                                       | Svezia                                                      | Qual. Euro 2005                                             | Chiara Gazzoli Patrizia Panico                                                                                   | All: C. Morace                                              |
| 4-9-2004                                                    | Bergen                                                      | Norvegia                                                    | 3 – 1                                                       | Italia                                                      | Amichevole                                                  | - | All: C. Morace                                              |
| 25-9-2004                                                   | Niš                                                         | Serbia e Montenegro                                         | 1 – 2                                                       | Italia                                                      | Qual. Euro 2005                                             | Melania Gabbiadini Moira Placchi                                                                                 | All: C. Morace                                              |
| 13-11-2004                                                  | Crotone                                                     | Italia                                                      | 2 – 1                                                       | Rep. Ceca                                                   | Qual. Euro 2005 - Play-off                                  | Tatiana Zorri Alessia Tuttino                                                                                    | All: C. Morace                                              |
| 27-11-2004                                                  | Čáslav                                                      | Rep. Ceca                                                   | 0 – 3                                                       | Italia                                                      | Qual. Euro 2005 - Play-off                                  | Ilaria Pasqui Patrizia Panico Elisa Camporese                                                                    | All: C. Morace                                              |
| 17-2-2005                                                   | Milton Keynes                                               | Inghilterra                                                 | 4 – 1                                                       | Italia                                                      | Amichevole                                                  | - | All: C. Morace                                              |
| 23-2-2005                                                   | Santa Maria da Feira                                        | Portogallo                                                  | 0 – 2                                                       | Italia                                                      | Amichevole                                                  | - | All: C. Morace                                              |
| 13-4-2005                                                   | Genova                                                      | Italia                                                      | 1 – 0                                                       | Danimarca                                                   | Amichevole                                                  | - | All: C. Morace                                              |
| 27-4-2005                                                   | Fiuggi                                                      | Italia                                                      | 0 – 0                                                       | Finlandia                                                   | Amichevole                                                  | - | All: C. Morace                                              |
| 18-5-2005                                                   | Venezia                                                     | Italia                                                      | 2 – 0                                                       | Irlanda                                                     | Amichevole                                                  | - | All: C. Morace                                              |
| 6-6-2005                                                    | Preston                                                     | Francia                                                     | 3 – 1                                                       | Italia                                                      | Euro 2005 - Girone                                          | Sara Di Filippo                                                                                                  | All: C. Morace Cap: P. Panico                               |
| 9-6-2005                                                    | Preston                                                     | Italia                                                      | 0 – 4                                                       | Germania                                                    | Euro 2005 - Girone                                          | - | All: C. Morace Cap: P. Panico                               |
| 12-6-2005                                                   | Preston                                                     | Norvegia                                                    | 5 – 3                                                       | Italia                                                      | Euro 2005 - Girone                                          | 2 Melania Gabbiadini Elisa Camporese                                                                             | All: C. Morace Cap: P. Panico                               |
| 7-9-2005                                                    | Zwolle                                                      | Paesi Bassi                                                 | 0 – 2                                                       | Italia                                                      | Amichevole                                                  | - | All: P. Ghedin                                              |
| 24-9-2005                                                   | Monza                                                       | Italia                                                      | 3 – 1                                                       | Ucraina                                                     | Qual. Mondiali 2007                                         | Tatiana Zorri Patrizia Panico Teresina Marsico                                                                   | All: P. Ghedin                                              |
| 29-10-2005                                                  | Bergen                                                      | Norvegia                                                    | 1 – 0                                                       | Italia                                                      | Qual. Mondiali 2007                                         | - | All: P. Ghedin                                              |
| 2-11-2005                                                   | Sesto al Reghena                                            | Italia                                                      | 6 – 0                                                       | Serbia e Montenegro                                         | Qual. Mondiali 2007                                         | 2 Valentina Boni 2 Patrizia Panico Teresina Marsico Tatiana Zorri                                                | All: P. Ghedin                                              |
| 8-3-2006                                                    | Isernia                                                     | Italia                                                      | 4 – 0                                                       | Scozia                                                      | Amichevole                                                  | - | All: P. Ghedin                                              |
| 12-3-2006                                                   | Venafro                                                     | Italia                                                      | 1 – 0                                                       | Giappone                                                    | Amichevole                                                  | - | All: P. Ghedin                                              |
| 29-3-2006                                                   | Aversa                                                      | Italia                                                      | 2 – 0                                                       | Grecia                                                      | Qual. Mondiali 2007                                         | Tatiana Zorri Michela Greco                                                                                      | All: P. Ghedin                                              |
| 22-4-2006                                                   | Atene                                                       | Grecia                                                      | 0 – 5                                                       | Italia                                                      | Qual. Mondiali 2007                                         | 4 Patrizia Panico (1 rig.) Sara Di Filippo                                                                       | All: P. Ghedin                                              |
| 17-6-2006                                                   | Mariupol'                                                   | Ucraina                                                     | 2 – 1                                                       | Italia                                                      | Qual. Mondiali 2007                                         | Teresina Marsico                                                                                                 | All: P. Ghedin                                              |
| 21-6-2006                                                   | Belgrado                                                    | Serbia e Montenegro                                         | 0 – 7                                                       | Italia                                                      | Qual. Mondiali 2007                                         | 2 Tatiana Zorri Sara Di Filippo 3 Teresina Marsico Carolina Pini                                                 | All: P. Ghedin                                              |
| 25-6-2006                                                   | Toronto                                                     | Canada                                                      | 2 – 1                                                       | Italia                                                      | Amichevole                                                  | - | All: P. Ghedin                                              |
| 3-8-2006                                                    | Krefeld                                                     | Germania                                                    | 5 – 0                                                       | Italia                                                      | Amichevole                                                  | - | All: P. Ghedin                                              |
| 9-9-2006                                                    | Dublino                                                     | Irlanda                                                     | 0 – 1                                                       | Italia                                                      | Amichevole                                                  | - | All: P. Ghedin                                              |
| 23-9-2006                                                   | Rimini                                                      | Italia                                                      | 1 – 2                                                       | Norvegia                                                    | Qual. Mondiali 2007                                         | Patrizia Panico                                                                                                  | All: P. Ghedin                                              |
| 28-10-2006                                                  | Seul                                                        | Italia                                                      | 2 – 3                                                       | Canada                                                      | Amichevole                                                  | - | All: P. Ghedin                                              |
| 1-11-2006                                                   | Changwon                                                    | Corea del Sud                                               | 1 – 2                                                       | Italia                                                      | Amichevole                                                  | - | All: P. Ghedin                                              |
| 21-2-2007                                                   | Almere                                                      | Paesi Bassi                                                 | 2 – 0                                                       | Italia                                                      | Amichevole                                                  | - | All: P. Ghedin                                              |
| 7-3-2007                                                    | Lagos                                                       | Islanda                                                     | 1 – 2                                                       | Italia                                                      | Algarve Cup 2007 - Girone                                   | Pamela Conti Patrizia Panico                                                                                     | All: P. Ghedin                                              |
| 9-3-2007                                                    | Lagos                                                       | Portogallo                                                  | 0 – 1                                                       | Italia                                                      | Algarve Cup 2007 - Girone                                   | Pamela Conti | All: P. Ghedin                                              |
| 12-3-2007                                                   | Silves                                                      | Italia                                                      | 4 – 1                                                       | Irlanda                                                     | Algarve Cup 2007 - Girone                                   | Patrizia Panico 2 Silvia Fuselli Sara Gama                                                                       | All: P. Ghedin                                              |
| 14-3-2007                                                   | Olhão                                                       | Italia                                                      | 1 – 0                                                       | Germania                                                    | Algarve Cup 2007 - 7º/8º posto                              | Silvia Fuselli                                                                                                   | All: P. Ghedin                                              |
| 6-4-2007                                                    | Perth                                                       | Scozia                                                      | 2 – 1                                                       | Italia                                                      | Amichevole                                                  | - | All: P. Ghedin                                              |
| 5-5-2007                                                    | Trento                                                      | Italia                                                      | 0 – 2                                                       | Svezia                                                      | Qual. Euro 2009                                             | - | All: P. Ghedin Cap: P. Panico                               |
| 30-5-2007                                                   | Dublino                                                     | Irlanda                                                     | 1 – 2                                                       | Italia                                                      | Qual. Euro 2009                                             | Venusia Paliotti Patrizia Panico                                                                                 | All: P. Ghedin Cap: P. Panico                               |
| 1-7-2007                                                    | Qinhuangdao                                                 | Messico                                                     | 2 – 2                                                       | Italia                                                      | Amichevole                                                  | - | All: P. Ghedin                                              |
| 4-7-2007                                                    | Shenyang                                                    | Italia                                                      | 5 – 0                                                       | Thailandia                                                  | Amichevole                                                  | - | All: P. Ghedin                                              |
| 7-7-2007                                                    | Qinhuangdao                                                 | Cina                                                        | 3 – 1                                                       | Italia                                                      | Amichevole                                                  | - | All: P. Ghedin                                              |
| 10-7-2007                                                   | Shenyang                                                    | Italia                                                      | 2 – 1                                                       | Thailandia                                                  | Amichevole                                                  | - | All: P. Ghedin                                              |
| 27-7-2007                                                   | Bük                                                         | Ungheria                                                    | 1 – 3                                                       | Italia                                                      | Qual. Euro 2009                                             | Roberta D'Adda Patrizia Panico Alessia Tuttino                                                                   | All: P. Ghedin Cap: P. Panico                               |
| 31-7-2007                                                   | Parma                                                       | Italia                                                      | 5 – 0                                                       | Romania                                                     | Qual. Euro 2009                                             | Valentina Boni Patrizia Panico 2 Venusia Paliotti Melania Gabbiadini                                             | All: P. Ghedin Cap: P. Panico                               |
| 30-1-2008                                                   | Martigues                                                   | Francia                                                     | 1 – 0                                                       | Italia                                                      | Amichevole                                                  | - | All: P. Ghedin                                              |
| 16-2-2008                                                   | Villacidro                                                  | Italia                                                      | 4 – 1                                                       | Irlanda                                                     | Qual. Euro 2009                                             | Silvia Fuselli Melania Gabbiadini Patrizia Panico Pamela Conti                                                   | All: P. Ghedin Cap: P. Panico                               |
| 5-3-2008                                                    | Alvor                                                       | Norvegia                                                    | 4 – 2                                                       | Italia                                                      | Algarve Cup 2008 - Girone                                   | Patrizia Panico Melania Gabbiadini                                                                               | All: P. Ghedin                                              |
| 7-3-2008                                                    | Alvor                                                       | Stati Uniti                                                 | 2 – 0                                                       | Italia                                                      | Algarve Cup 2008 - Girone                                   | - | All: P. Ghedin                                              |
| 10-3-2008                                                   | Loulé                                                       | Cina                                                        | 0 – 2                                                       | Italia                                                      | Algarve Cup 2008 - Girone                                   | Pamela Conti Patrizia Panico                                                                                     | All: P. Ghedin                                              |
| 12-3-2008                                                   | Olhão                                                       | Svezia                                                      | 3 – 0                                                       | Italia                                                      | Algarve Cup 2008 - 5º/6º posto                              | - | All: P. Ghedin                                              |
| 9-4-2008                                                    | Nyon                                                        | Svizzera                                                    | 0 – 0                                                       | Italia                                                      | Amichevole                                                  | - | All: P. Ghedin                                              |
| 7-5-2008                                                    | Örebro                                                      | Svezia                                                      | 1 – 0                                                       | Italia                                                      | Qual. Euro 2009                                             | - | All: P. Ghedin Cap: P. Panico                               |
| 24-5-2008                                                   | Buftea                                                      | Romania                                                     | 1 – 6                                                       | Italia                                                      | Qual. Euro 2009                                             | 2 Melania Gabbiadini Patrizia Panico Tatiana Zorri (rig.) Pamela Conti Silvia Fuselli                            | All: P. Ghedin Cap: P. Panico                               |
| 15-6-2008                                                   | Suwon                                                       | Brasile                                                     | 2 – 1                                                       | Italia                                                      | Amichevole                                                  | - | All: P. Ghedin                                              |
| 17-6-2008                                                   | Suwon                                                       | Australia                                                   | 3 – 0                                                       | Italia                                                      | Amichevole                                                  | - | All: P. Ghedin                                              |
| 19-6-2008                                                   | Suwon                                                       | Stati Uniti                                                 | 2 – 0                                                       | Italia                                                      | Amichevole                                                  | - | All: P. Ghedin                                              |
| 2-10-2008                                                   | Montereale Valcellina                                       | Italia                                                      | 3 – 0                                                       | Ungheria                                                    | Qual. Euro 2009                                             | 3 Elisabetta Tona                                                                                                | All: P. Ghedin Cap: P. Panico                               |
| 25-10-2008                                                  | Praga                                                       | Rep. Ceca                                                   | 0 – 1                                                       | Italia                                                      | Qual. Euro 2009 - Play-off                                  | Patrizia Panico                                                                                                  | All: P. Ghedin Cap: P. Panico                               |
| 29-10-2008                                                  | Gubbio                                                      | Italia                                                      | 2 – 1                                                       | Rep. Ceca                                                   | Qual. Euro 2009 - Play-off                                  | Tatiana Zorri (rig.) Patrizia Panico                                                                             | All: P. Ghedin Cap: P. Panico                               |
| 31-1-2009                                                   | Sydney                                                      | Australia                                                   | 2 – 2                                                       | Italia                                                      | Amichevole                                                  | - | All: P. Ghedin                                              |
| 7-2-2009                                                    | Canberra                                                    | Australia                                                   | 1 – 5                                                       | Italia                                                      | Amichevole                                                  | - | All: P. Ghedin                                              |
| 8-4-2009                                                    | Kilmarnock                                                  | Scozia                                                      | 1 – 4                                                       | Italia                                                      | Amichevole                                                  | - | All: P. Ghedin                                              |
| 28-5-2009                                                   | Helsinki                                                    | Finlandia                                                   | 3 – 2                                                       | Italia                                                      | Amichevole                                                  | - | All: P. Ghedin                                              |
| 25-8-2009                                                   | Lahti                                                       | Inghilterra                                                 | 1 – 2                                                       | Italia                                                      | Euro 2009 - Girone                                          | Patrizia Panico Alessia Tuttino                                                                                  | All: P. Ghedin Cap: P. Panico                               |
| 28-8-2009                                                   | Turku                                                       | Italia                                                      | 0 – 2                                                       | Svezia                                                      | Euro 2009 - Girone                                          | - | All: P. Ghedin Cap: P. Panico                               |
| 31-8-2009                                                   | Helsinki                                                    | Russia                                                      | 0 – 2                                                       | Italia                                                      | Euro 2009 - Girone                                          | Melania Gabbiadini Tatiana Zorri                                                                                 | All: P. Ghedin Cap: P. Panico                               |
| 4-9-2009                                                    | Lahti                                                       | Germania                                                    | 2 – 1                                                       | Italia                                                      | Euro 2009 - Quarti di finale                                | Patrizia Panico                                                                                                  | All: P. Ghedin Cap: P. Panico                               |
| 19-9-2009                                                   | Domžale                                                     | Slovenia                                                    | 0 – 8                                                       | Italia                                                      | Qual. Mondiali 2011                                         | 3 Pamela Conti 2 Melania Gabbiadini Marta Carissimi Silvia Fuselli Patrizia Panico                               | All: P. Ghedin Cap: P. Panico                               |
| 23-9-2009                                                   | Rieti                                                       | Italia                                                      | 2 – 0                                                       | Portogallo                                                  | Qual. Mondiali 2011                                         | 2 Patrizia Panico                                                                                                | All: P. Ghedin Cap: P. Panico                               |
| 24-10-2009                                                  | Erevan                                                      | Armenia                                                     | 0 – 8                                                       | Italia                                                      | Qual. Mondiali 2011                                         | Elisabetta Tona 2 Pamela Conti (1 rig.) 2 Sara Gama Silvia Fuselli Viviana Schiavi Patrizia Panico               | All: P. Ghedin Cap: P. Panico                               |
| 25-11-2009                                                  | Francavilla al Mare                                         | Italia                                                      | 7 – 0                                                       | Armenia                                                     | Qual. Mondiali 2011                                         | Elisabetta Tona Pamela Conti 2 Melania Gabbiadini 2 Patrizia Panico Elisa Camporese (rig.)                       | All: P. Ghedin Cap: P. Panico                               |
| 24-2-2010                                                   | Nicosia                                                     | Nuova Zelanda                                               | 1 – 0                                                       | Italia                                                      | Cyprus Cup 2010 - Girone                                    | - | All: P. Ghedin                                              |
| 26-2-2010                                                   | Larnaca                                                     | Italia                                                      | 2 – 0                                                       | Scozia                                                      | Cyprus Cup 2010 - Girone                                    | Giulia Domenichetti Alessia Tuttino                                                                              | All: P. Ghedin                                              |
| 1-3-2010                                                    | Nicosia                                                     | Italia                                                      | 1 – 1                                                       | Paesi Bassi                                                 | Cyprus Cup 2010 - Girone                                    | Carolina Pini | All: P. Ghedin                                              |
| 3-3-2010                                                    | Nicosia                                                     | Inghilterra                                                 | 3 – 2                                                       | Italia                                                      | Cyprus Cup 2010 - 5º/6º posto                               | Rachel Brown (aut.) Elisa Camporese                                                                              | All: P. Ghedin                                              |
| 27-3-2010                                                   | Tocha                                                       | Portogallo                                                  | 1 – 3                                                       | Italia                                                      | Qual. Mondiali 2011                                         | Elisabetta Tona Patrizia Panico Elisa Camporese                                                                  | All: P. Ghedin Cap: P. Panico                               |
| 31-3-2010                                                   | Ascoli Piceno                                               | Italia                                                      | 1 – 1                                                       | Finlandia                                                   | Qual. Mondiali 2011                                         | Melania Gabbiadini                                                                                               | All: P. Ghedin Cap: P. Panico                               |
| 19-5-2010                                                   | Stettino                                                    | Polonia                                                     | 1 – 5                                                       | Italia                                                      | Amichevole                                                  | - | All: P. Ghedin                                              |
| 19-6-2010                                                   | Montereale Valcellina                                       | Italia                                                      | 6 – 0                                                       | Slovenia                                                    | Qual. Mondiali 2011                                         | Melania Gabbiadini Giulia Domenichetti Elisa Camporese (rig.) Natalija Golob (aut.) Pamela Conti Patrizia Panico | All: P. Ghedin Cap: P. Panico                               |
| 23-6-2010                                                   | Vantaa                                                      | Finlandia                                                   | 1 – 3                                                       | Italia                                                      | Qual. Mondiali 2011                                         | Pamela Conti Melania Gabbiadini Alice Parisi (rig.)                                                              | All: P. Ghedin Cap: P. Panico                               |
| 11-9-2010                                                   | Besançon                                                    | Francia                                                     | 0 – 0                                                       | Italia                                                      | Qual. Mondiali 2011 - Play-off                              | - | All: P. Ghedin Cap: P. Panico                               |
| 15-9-2010                                                   | Gubbio                                                      | Italia                                                      | 2 – 3                                                       | Francia                                                     | Qual. Mondiali 2011 - Play-off                              | Patrizia Panico Giulia Domenichetti                                                                              | All: P. Ghedin Cap: P. Panico                               |
| 2-10-2010                                                   | Černihiv                                                    | Ucraina                                                     | 0 – 3                                                       | Italia                                                      | Qual. Mondiali 2011 - Play-off                              | Pamela Conti Patrizia Panico Carolina Pini                                                                       | All: P. Ghedin Cap: P. Panico                               |
| 6-10-2010                                                   | Latina                                                      | Italia                                                      | 0 – 0                                                       | Ucraina                                                     | Qual. Mondiali 2011 - Play-off                              | - | All: P. Ghedin Cap: P. Panico                               |
| 23-10-2010                                                  | Treviso                                                     | Italia                                                      | 1 – 0                                                       | Svizzera                                                    | Qual. Mondiali 2011 - Play-off                              | Alessia Tuttino                                                                                                  | All: P. Ghedin Cap: P. Panico                               |
| 27-10-2010                                                  | Aarau                                                       | Svizzera                                                    | 2 – 4                                                       | Italia                                                      | Qual. Mondiali 2011 - Play-off                              | Patrizia Panico 2 Elisa Camporese (1 rig.) Elisabetta Tona                                                       | All: P. Ghedin Cap: P. Panico                               |
| 20-11-2010                                                  | Padova                                                      | Italia                                                      | 0 – 1                                                       | Stati Uniti                                                 | Qual. Mondiali 2011 - Play-off UEFA-CONCACAF                | - | All: P. Ghedin Cap: P. Panico                               |
| 27-11-2010                                                  | Bridgeview                                                  | Stati Uniti                                                 | 1 – 0                                                       | Italia                                                      | Qual. Mondiali 2011 - Play-off UEFA-CONCACAF                | - | All: P. Ghedin Cap: P. Panico                               |
| Totale                                                      |                                                             | Presenze                                                    | 126                                                         |                                                             | Reti                                                        | 255 |                                                             |

## Partite dal 2011 al 2020
| Cronologia completa degli incontri della nazionale ― Italia | Cronologia completa degli incontri della nazionale ― Italia | Cronologia completa degli incontri della nazionale ― Italia | Cronologia completa degli incontri della nazionale ― Italia | Cronologia completa degli incontri della nazionale ― Italia | Cronologia completa degli incontri della nazionale ― Italia | Cronologia completa degli incontri della nazionale ― Italia                                                                              | Cronologia completa degli incontri della nazionale ― Italia |
| Data                                                        | Città                                                       | In casa                                                     | Risultato                                                   | Ospiti                                                      | Competizione                                                | Reti | Note                                                        |
| ----------------------------------------------------------- | ----------------------------------------------------------- | ----------------------------------------------------------- | ----------------------------------------------------------- | ----------------------------------------------------------- | ----------------------------------------------------------- | --- | ----------------------------------------------------------- |
| 2-3-2011                                                    | Larnaca                                                     | Inghilterra                                                 | 2 – 0                                                       | Italia                                                      | Cyprus Cup 2011 - Girone                                    | - | All: P. Ghedin                                              |
| 4-3-2011                                                    | Nicosia                                                     | Italia                                                      | 0 – 1                                                       | Canada                                                      | Cyprus Cup 2011 - Girone                                    | - | All: P. Ghedin                                              |
| 7-3-2011                                                    | Larnaca                                                     | Scozia                                                      | 0 – 0                                                       | Italia                                                      | Cyprus Cup 2011 - Girone                                    | - | All: P. Ghedin                                              |
| 9-3-2011                                                    | Larnaca                                                     | Russia                                                      | 0 – 2                                                       | Italia                                                      | Cyprus Cup 2011 - 9º/10º posto                              | Patrizia Panico Giulia Domenichetti | All: P. Ghedin                                              |
| 3-6-2011                                                    | Osnabrück                                                   | Germania                                                    | 2 – 0                                                       | Italia                                                      | Amichevole                                                  | - | All: P. Ghedin                                              |
| 17-9-2011                                                   | Sarajevo                                                    | Bosnia ed Erzegovina                                        | 0 – 1                                                       | Italia                                                      | Qual. Euro 2013                                             | Alice Parisi (rig.) | All: P. Ghedin Cap: P. Panico                               |
| 22-10-2011                                                  | Prilep                                                      | Macedonia                                                   | 0 – 9                                                       | Italia                                                      | Qual. Euro 2013                                             | 2 Pamela Conti 2 Elisa Camporese 2 Daniela Sabatino Alice Parisi Melania Gabbiadini                                                      | All: P. Ghedin Cap: A. Tuttino                              |
| 26-10-2011                                                  | Treviso                                                     | Italia                                                      | 2 – 0                                                       | Russia                                                      | Qual. Euro 2013                                             | 2 Pamela Conti | All: P. Ghedin Cap: A. Tuttino                              |
| 19-11-2011                                                  | Pruszków                                                    | Polonia                                                     | 0 – 5                                                       | Italia                                                      | Qual. Euro 2013                                             | 3 Melania Gabbiadini Patrizia Panico Elisa Camporese                                                                                     | All: P. Ghedin Cap: P. Panico                               |
| 23-11-2011                                                  | Trani                                                       | Italia                                                      | 2 – 0                                                       | Grecia                                                      | Qual. Euro 2013                                             | Melania Gabbiadini Giulia Domenichetti                                                                                                   | All: P. Ghedin Cap: P. Panico                               |
| 8-12-2011                                                   | San Paolo                                                   | Brasile                                                     | 5 – 1                                                       | Italia                                                      | Torneio Internacional 2011 - Girone                         | Elisabetta Tona | All: P. Ghedin                                              |
| 11-12-2011                                                  | San Paolo                                                   | Italia                                                      | 2 – 2                                                       | Danimarca                                                   | Torneio Internacional 2011 - Girone                         | Alice Parisi (rig.) Melania Gabbiadini                                                                                                   | All: P. Ghedin                                              |
| 15-12-2011                                                  | San Paolo                                                   | Cile                                                        | 0 – 6                                                       | Italia                                                      | Torneio Internacional 2011 - Girone                         | 2 Alice Parisi Melania Gabbiadini Daniela Sabatino Valentina Boni Elisa Camporese                                                        | All: P. Ghedin                                              |
| 18-12-2011                                                  | San Paolo                                                   | Italia                                                      | 3 – 2                                                       | Cile                                                        | Torneio Internacional 2011 - 3º/4º posto                    | Pamela Conti Giulia Domenichetti Valentina Boni                                                                                          | 3º Posto All: P. Ghedin                                     |
| 28-2-2012                                                   | Larnaca                                                     | Paesi Bassi                                                 | 2 – 1                                                       | Italia                                                      | Cyprus Cup 2012 - Girone                                    | Patrizia Panico | All: P. Ghedin                                              |
| 1-3-2012                                                    | Nicosia                                                     | Italia                                                      | 1 – 2                                                       | Canada                                                      | Cyprus Cup 2012 - Girone                                    | Sandy Iannella | All: P. Ghedin                                              |
| 4-3-2012                                                    | Larnaca                                                     | Italia                                                      | 2 – 1                                                       | Scozia                                                      | Cyprus Cup 2012 - Girone                                    | Alia Guagni Melania Gabbiadini | All: P. Ghedin                                              |
| 6-3-2012                                                    | Paralimni                                                   | Inghilterra                                                 | 1 – 3                                                       | Italia                                                      | Cyprus Cup 2012 - 3º/4º posto                               | Patrizia Panico Pamela Conti Melania Gabbiadini                                                                                          | 3º Posto All: P. Ghedin                                     |
| 31-3-2012                                                   | Ferrara                                                     | Italia                                                      | 4 – 0                                                       | Bosnia ed Erzegovina                                        | Qual. Euro 2013                                             | 2 Patrizia Panico Elisa Camporese Pamela Conti                                                                                           | All: P. Ghedin Cap: P. Panico                               |
| 4-4-2012                                                    | Podol'sk                                                    | Russia                                                      | 0 – 2                                                       | Italia                                                      | Qual. Euro 2013                                             | 2 Patrizia Panico | All: P. Ghedin Cap: P. Panico                               |
| 16-6-2012                                                   | Torino                                                      | Italia                                                      | 9 – 0                                                       | Macedonia                                                   | Qual. Euro 2013                                             | 3 Patrizia Panico 2 Raffaella Manieri Sandy Iannella Elisa Camporese Daniela Sabatino Elisabetta Tona                                    | All: A. Cabrini Cap: P. Panico                              |
| 16-9-2012                                                   | San Benedetto del Tronto                                    | Italia                                                      | 1 – 0                                                       | Polonia                                                     | Qual. Euro 2013                                             | Patrizia Panico | All: A. Cabrini Cap: P. Panico                              |
| 19-9-2012                                                   | Atene                                                       | Grecia                                                      | 0 – 0                                                       | Italia                                                      | Qual. Euro 2013                                             | - | All: A. Cabrini Cap: G. Domenichetti                        |
| 6-3-2013                                                    | Nicosia                                                     | Inghilterra                                                 | 4 – 2                                                       | Italia                                                      | Cyprus Cup 2013 - Girone                                    | 2 Elisa Camporese | All: A. Cabrini                                             |
| 8-3-2013                                                    | Larnaca                                                     | Italia                                                      | 0 – 2                                                       | Nuova Zelanda                                               | Cyprus Cup 2013 - Girone                                    | - | All: A. Cabrini                                             |
| 11-3-2013                                                   | Larnaca                                                     | Italia                                                      | 1 – 2                                                       | Scozia                                                      | Cyprus Cup 2013 - Girone                                    | Sara Gama | All: A. Cabrini                                             |
| 13-3-2013                                                   | Larnaca                                                     | Corea del Sud                                               | 0 – 1                                                       | Italia                                                      | Cyprus Cup 2013 - 9º/10º posto                              | Barbara Bonansea | All: A. Cabrini                                             |
| 7-4-2013                                                    | Sankt Veit an der Glan                                      | Austria                                                     | 1 – 3                                                       | Italia                                                      | Amichevole                                                  | Patrizia Panico Alice Parisi Elisabetta Tona                                                                                             | All: A. Cabrini                                             |
| 10-7-2013                                                   | Halmstad                                                    | Italia                                                      | 0 – 0                                                       | Finlandia                                                   | Euro 2013 - Girone                                          | - | All: A. Cabrini Cap: P. Panico                              |
| 13-7-2013                                                   | Halmstad                                                    | Italia                                                      | 2 – 1                                                       | Danimarca                                                   | Euro 2013 - Girone                                          | Melania Gabbiadini Ilaria Mauro | All: A. Cabrini Cap: P. Panico                              |
| 16-7-2013                                                   | Halmstad                                                    | Svezia                                                      | 3 – 1                                                       | Italia                                                      | Euro 2013 - Girone                                          | Melania Gabbiadini | All: A. Cabrini Cap: R. D'Adda                              |
| 21-7-2013                                                   | Växjö                                                       | Italia                                                      | 0 – 1                                                       | Germania                                                    | Euro 2013 - Quarti di finale                                | - | All: A. Cabrini Cap: P. Panico                              |
| 20-9-2013                                                   | Tallinn                                                     | Estonia                                                     | 1 – 5                                                       | Italia                                                      | Qual. Mondiali 2015                                         | Ilaria Mauro 2 Melania Gabbiadini Martina Rosucci Barbara Bonansea                                                                       | All: A. Cabrini Cap: A. Tuttino                             |
| 26-9-2013                                                   | Bassano del Grappa                                          | Italia                                                      | 1 – 0                                                       | Romania                                                     | Qual. Mondiali 2015                                         | Cristiana Girelli | All: A. Cabrini Cap: A. Tuttino                             |
| 31-10-2013                                                  | San Sebastián de los Reyes                                  | Spagna                                                      | 2 – 0                                                       | Italia                                                      | Qual. Mondiali 2015                                         | - | All: A. Cabrini Cap: A. Tuttino                             |
| 13-2-2014                                                   | Novara                                                      | Italia                                                      | 6 – 1                                                       | Rep. Ceca                                                   | Qual. Mondiali 2015                                         | 2 Melania Gabbiadini Raffaella Manieri Barbara Bonansea Giulia Domenichetti Patrizia Panico                                              | All: A. Cabrini Cap: P. Panico                              |
| 5-3-2014                                                    | Larnaca                                                     | Inghilterra                                                 | 2 – 0                                                       | Italia                                                      | Cyprus Cup 2014 - Girone                                    | - | All: A. Cabrini                                             |
| 7-3-2014                                                    | Larnaca                                                     | Italia                                                      | 1 – 3                                                       | Canada                                                      | Cyprus Cup 2014 - Girone                                    | Cristiana Girelli | All: A. Cabrini                                             |
| 10-3-2014                                                   | Larnaca                                                     | Italia                                                      | 1 – 1                                                       | Finlandia                                                   | Cyprus Cup 2014 - Girone                                    | Patrizia Panico | All: A. Cabrini                                             |
| 12-3-2014                                                   | Paralimni                                                   | Australia                                                   | 5 – 2                                                       | Italia                                                      | Cyprus Cup 2014 - 7º/8º posto                               | Alessia Tuttino Patrizia Panico | All: A. Cabrini                                             |
| 5-4-2014                                                    | Vicenza                                                     | Italia                                                      | 0 – 0                                                       | Spagna                                                      | Qual. Mondiali 2015                                         | - | All: A. Cabrini Cap: P. Panico                              |
| 10-4-2014                                                   | Cluj-Napoca                                                 | Romania                                                     | 1 – 2                                                       | Italia                                                      | Qual. Mondiali 2015                                         | Patrizia Panico Melania Gabbiadini | All: A. Cabrini Cap: P. Panico                              |
| 8-5-2014                                                    | Skopje                                                      | Macedonia                                                   | 0 – 11                                                      | Italia                                                      | Qual. Mondiali 2015                                         | Patrizia Panico 3 Cristiana Girelli Raffaella Manieri 2 Melania Gabbiadini Barbara Bonansea Marta Carissimi Paola Brumana Silvia Fuselli | All: A. Cabrini Cap: P. Panico                              |
| 16-6-2014                                                   | Praga                                                       | Rep. Ceca                                                   | 0 – 4                                                       | Italia                                                      | Qual. Mondiali 2015                                         | 2 Patrizia Panico (1 rig.) Melania Gabbiadini Raffaella Manieri                                                                          | All: A. Cabrini Cap: P. Panico                              |
| 13-9-2014                                                   | Vercelli                                                    | Italia                                                      | 4 – 0                                                       | Estonia                                                     | Qual. Mondiali 2015                                         | Barbara Bonansea Inna Zlidnis (aut.) Valentina Cernoia Raffaella Manieri                                                                 | All: A. Cabrini Cap: P. Panico                              |
| 17-9-2014                                                   | Vercelli                                                    | Italia                                                      | 15 – 0                                                      | Macedonia                                                   | Qual. Mondiali 2015                                         | 6 Daniela Sabatino Elisa Camporese 2 Patrizia Panico Alessia Tuttino 3 Barbara Bonansea Valentina Cernoia Roberta D'Adda                 | All: A. Cabrini Cap: P. Panico                              |
| 25-10-2014                                                  | Rieti                                                       | Italia                                                      | 2 – 1                                                       | Ucraina                                                     | Qual. Mondiali 2015 - Semif. Play-off                       | Valentina Cernoia Melania Gabbiadini | All: A. Cabrini Cap: P. Panico                              |
| 29-10-2014                                                  | Leopoli                                                     | Ucraina                                                     | 2 – 2                                                       | Italia                                                      | Qual. Mondiali 2015 - Semif. Play-off                       | Melania Gabbiadini Patrizia Panico | All: A. Cabrini Cap: P. Panico                              |
| 22-11-2014                                                  | L'Aia                                                       | Paesi Bassi                                                 | 1 – 1                                                       | Italia                                                      | Qual. Mondiali 2015 - Fin. Play-off                         | Melania Gabbiadini | All: A. Cabrini Cap: P. Panico                              |
| 26-11-2014                                                  | Verona                                                      | Italia                                                      | 1 – 2                                                       | Paesi Bassi                                                 | Qual. Mondiali 2015 - Fin. Play-off                         | Stefanie van der Gragt (aut.) | All: A. Cabrini Cap: P. Panico                              |
| 4-3-2015                                                    | Nicosia                                                     | Corea del Sud                                               | 1 – 2                                                       | Italia                                                      | Cyprus Cup 2015 - Girone                                    | Barbara Bonansea Alia Guagni | All: A. Cabrini                                             |
| 6-3-2015                                                    | Larnaca                                                     | Italia                                                      | 3 – 2                                                       | Scozia                                                      | Cyprus Cup 2015 - Girone                                    | 2 Cristiana Girelli Stefania Tarenzi | All: A. Cabrini                                             |
| 9-3-2015                                                    | Nicosia                                                     | Italia                                                      | 0 – 1                                                       | Canada                                                      | Cyprus Cup 2015 - Girone                                    | - | All: A. Cabrini                                             |
| 11-3-2015                                                   | Larnaca                                                     | Italia                                                      | 2 – 3                                                       | Messico                                                     | Cyprus Cup 2015 - 3º/4º posto                               | Valentina Cernoia Alia Guagni | All: A. Cabrini 4º Posto                                    |
| 28-5-2015                                                   | Nagano                                                      | Giappone                                                    | 1 – 0                                                       | Italia                                                      | Amichevole                                                  | - | All: A. Cabrini                                             |
| 18-9-2015                                                   | La Spezia                                                   | Italia                                                      | 6 – 1                                                       | Georgia                                                     | Qual. Euro 2017                                             | Valentina Cernoia Manuela Giugliano Raffaella Manieri Daniela Sabatino 2 Cristiana Girelli                                               | All: A. Cabrini Cap: M. Gabbiadini                          |
| 24-10-2015                                                  | Cesena                                                      | Italia                                                      | 0 – 3                                                       | Svizzera                                                    | Qual. Euro 2017                                             | - | All: A. Cabrini Cap: M. Gabbiadini                          |
| 27-10-2015                                                  | Chomutov                                                    | Rep. Ceca                                                   | 0 – 3                                                       | Italia                                                      | Qual. Euro 2017                                             | Ilaria Mauro Raffaella Manieri Elisa Bartoli                                                                                             | All: A. Cabrini Cap: S. Gama                                |
| 3-12-2015                                                   | Guiyang                                                     | Cina                                                        | 1 – 1                                                       | Italia                                                      | Amichevole                                                  | Melania Gabbiadini | All: A. Cabrini                                             |
| 6-12-2015                                                   | Qujing                                                      | Cina                                                        | 2 – 0                                                       | Italia                                                      | Amichevole                                                  | - | All: A. Cabrini                                             |
| 2-3-2016                                                    | Dherynia                                                    | Ungheria                                                    | 0 – 2                                                       | Italia                                                      | Cyprus Cup 2016 - Girone                                    | Melania Gabbiadini Daniela Sabatino | All: A. Cabrini                                             |
| 4-3-2016                                                    | Larnaca                                                     | Italia                                                      | 1 – 1                                                       | Irlanda                                                     | Cyprus Cup 2016 - Girone                                    | Marta Carissimi | All: A. Cabrini                                             |
| 7-3-2016                                                    | Larnaca                                                     | Italia                                                      | 0 – 0                                                       | Austria                                                     | Cyprus Cup 2016 - Girone                                    | - | All: A. Cabrini                                             |
| 9-3-2016                                                    | Larnaca                                                     | Italia                                                      | 3 – 1                                                       | Rep. Ceca                                                   | Cyprus Cup 2016 - 3º/4º posto                               | Alia Guagni Barbara Bonansea Cristiana Girelli                                                                                           | 3º Posto All: A. Cabrini                                    |
| 9-4-2016                                                    | Bienne                                                      | Svizzera                                                    | 2 – 1                                                       | Italia                                                      | Qual. Euro 2017                                             | Alice Parisi | All: A. Cabrini Cap: S. Gama                                |
| 12-4-2016                                                   | Reggio Emilia                                               | Italia                                                      | 3 – 1                                                       | Irlanda del Nord                                            | Qual. Euro 2017                                             | Daniela Sabatino Ilaria Mauro Daniela Stracchi                                                                                           | All: A. Cabrini Cap: S. Gama                                |
| 7-6-2016                                                    | Gori                                                        | Georgia                                                     | 0 – 7                                                       | Italia                                                      | Qual. Euro 2017                                             | Raffaella Manieri 2 Barbara Bonansea Daniela Sabatino Ilaria Mauro 2 Cristiana Girelli (1 rig.)                                          | All: A. Cabrini Cap: S. Gama                                |
| 16-9-2016                                                   | Lurgan                                                      | Irlanda del Nord                                            | 0 – 3                                                       | Italia                                                      | Qual. Euro 2017                                             | 2 Cristiana Girelli Melania Gabbiadini                                                                                                   | All: A. Cabrini Cap: M. Gabbiadini                          |
| 20-9-2016                                                   | Vercelli                                                    | Italia                                                      | 3 – 1                                                       | Rep. Ceca                                                   | Qual. Euro 2017                                             | 2 Ilaria Mauro Alia Guagni | All: A. Cabrini Cap: M. Gabbiadini                          |
| 7-12-2016                                                   | Manaus                                                      | Russia                                                      | 0 – 3                                                       | Italia                                                      | Torneio Internacional 2016 - Girone                         | Sara Gama Valentina Bergamaschi Melania Gabbiadini                                                                                       | All: A. Cabrini                                             |
| 11-12-2016                                                  | Manaus                                                      | Italia                                                      | 3 – 0                                                       | Costa Rica                                                  | Torneio Internacional 2016 - Girone                         | Melania Gabbiadini Martina Piemonte Ilaria Mauro                                                                                         | All: A. Cabrini                                             |
| 14-12-2016                                                  | Manaus                                                      | Brasile                                                     | 3 – 1                                                       | Italia                                                      | Torneio Internacional 2016 - Girone                         | Alice Parisi | All: A. Cabrini                                             |
| 18-12-2016                                                  | Manaus                                                      | Brasile                                                     | 5 – 3                                                       | Italia                                                      | Torneio Internacional 2016 - Finale                         | Ilaria Mauro Melania Gabbiadini Barbara Bonansea                                                                                         | 2º Posto All: A. Cabrini                                    |
| 1-3-2017                                                    | Nicosia                                                     | Corea del Nord                                              | 3 – 0                                                       | Italia                                                      | Cyprus Cup 2017 - Girone                                    | - | All: A. Cabrini                                             |
| 3-3-2017                                                    | Larnaca                                                     | Italia                                                      | 1 – 4                                                       | Belgio                                                      | Cyprus Cup 2017 - Girone                                    | Daniela Sabatino | All: A. Cabrini                                             |
| 6-3-2017                                                    | Larnaca                                                     | Italia                                                      | 0 – 6                                                       | Svizzera                                                    | Cyprus Cup 2017 - Girone                                    | - | All: A. Cabrini                                             |
| 8-3-2017                                                    | Larnaca                                                     | Italia                                                      | 6 – 2                                                       | Rep. Ceca                                                   | Cyprus Cup 2017 - 11º/12º posto                             | 2 Cristiana Girelli Alice Parisi Barbara Bonansea Melania Gabbiadini Manuela Giugliano                                                   | All: A. Cabrini                                             |
| 7-4-2017                                                    | Stoke-on-Trent                                              | Inghilterra                                                 | 1 – 1                                                       | Italia                                                      | Amichevole                                                  | Valentina Cernoia | All: A. Cabrini                                             |
| 17-7-2017                                                   | Rotterdam                                                   | Italia                                                      | 1 – 2                                                       | Russia                                                      | Euro 2017 - Girone                                          | Ilaria Mauro | All: A. Cabrini Cap: M. Gabbiadini                          |
| 21-7-2017                                                   | Tilburg                                                     | Germania                                                    | 2 – 1                                                       | Italia                                                      | Euro 2017 - Girone                                          | Ilaria Mauro | All: A. Cabrini Cap: M. Gabbiadini                          |
| 25-7-2017                                                   | Doetinchem                                                  | Svezia                                                      | 2 – 3                                                       | Italia                                                      | Euro 2017 - Girone                                          | 2 Daniela Sabatino Cristiana Girelli | All: A. Cabrini Cap: M. Gabbiadini                          |
| 15-9-2017                                                   | La Spezia                                                   | Italia                                                      | 5 – 0                                                       | Moldavia                                                    | Qual. Mondiali 2019                                         | Daniela Sabatino Barbara Bonansea 2 Cristiana Girelli Valentina Bergamaschi                                                              | All: M. Bertolini Cap: S. Gama                              |
| 19-9-2017                                                   | Cluj-Napoca                                                 | Romania                                                     | 0 – 1                                                       | Italia                                                      | Qual. Mondiali 2019                                         | Andreea Corduneanu (aut.) | All: M. Bertolini Cap: S. Gama                              |
| 24-10-2017                                                  | Castel di Sangro                                            | Italia                                                      | 3 – 0                                                       | Romania                                                     | Qual. Mondiali 2019                                         | 2 Cristiana Girelli Barbara Bonansea | All: M. Bertolini Cap: S. Gama                              |
| 28-11-2017                                                  | Estoril                                                     | Portogallo                                                  | 0 – 1                                                       | Italia                                                      | Qual. Mondiali 2019                                         | Daniela Sabatino | All: M. Bertolini Cap: S. Gama                              |
| 20-1-2018                                                   | Marsiglia                                                   | Francia                                                     | 1 – 1                                                       | Italia                                                      | Amichevole                                                  | Cristiana Girelli | All: M. Bertolini Cap: A. Guagni                            |
| 28-2-2018                                                   | Larnaca                                                     | Italia                                                      | 3 – 0                                                       | Svizzera                                                    | Cyprus Cup 2018 - Girone                                    | Barbara Bonansea Valentina Bergamaschi Cristiana Girelli (rig.)                                                                          | All: M. Bertolini Cap: S. Gama                              |
| 2-3-2018                                                    | Larnaca                                                     | Galles                                                      | 0 – 3                                                       | Italia                                                      | Cyprus Cup 2018 - Girone                                    | 2 Cristiana Girelli Greta Adami | All: M. Bertolini Cap: S. Gama                              |
| 5-3-2018                                                    | Larnaca                                                     | Finlandia                                                   | 2 – 2                                                       | Italia                                                      | Cyprus Cup 2018 - Girone                                    | Valentina Giacinti Manuela Giugliano (rig.)                                                                                              | All: M. Bertolini Cap: S. Gama                              |
| 7-3-2018                                                    | Larnaca                                                     | Italia                                                      | 0 – 2                                                       | Spagna                                                      | Cyprus Cup 2018 - Finale                                    | - | 2º Posto All: M. Bertolini Cap: S. Gama                     |
| 6-4-2018                                                    | Vadul lui Vodă                                              | Moldavia                                                    | 1 – 3                                                       | Italia                                                      | Qual. Mondiali 2019                                         | Linda Tucceri Cimini Nadejda Colesnicenco (aut.) Valentina Giacinti                                                                      | All: M. Bertolini Cap: C. Girelli                           |
| 10-4-2018                                                   | Ferrara                                                     | Italia                                                      | 2 – 1                                                       | Belgio                                                      | Qual. Mondiali 2019                                         | Martina Rosucci Cristiana Girelli | All: M. Bertolini Cap: S. Gama                              |
| 8-6-2018                                                    | Firenze                                                     | Italia                                                      | 3 – 0                                                       | Portogallo                                                  | Qual. Mondiali 2019                                         | Cristiana Girelli Cecilia Salvai Barbara Bonansea                                                                                        | All: M. Bertolini Cap: S. Gama                              |
| 4-9-2018                                                    | Lovanio                                                     | Belgio                                                      | 2 – 1                                                       | Italia                                                      | Qual. Mondiali 2019                                         | Cristiana Girelli (rig.) | All: M. Bertolini Cap: S. Gama                              |
| 9-10-2018                                                   | Cremona                                                     | Italia                                                      | 1 – 0                                                       | Svezia                                                      | Amichevole                                                  | Daniela Sabatino (rig.) | All: M. Bertolini Cap: S. Gama                              |
| 10-11-2018                                                  | Osnabrück                                                   | Germania                                                    | 5 – 2                                                       | Italia                                                      | Amichevole                                                  | Barbara Bonansea Daniela Sabatino | All: M. Bertolini Cap: S. Gama                              |
| 18-1-2019                                                   | Empoli                                                      | Italia                                                      | 2 – 1                                                       | Cile                                                        | Amichevole                                                  | Ilaria Mauro Stefania Tarenzi | All: M. Bertolini Cap: A. Parisi                            |
| 22-1-2019                                                   | Cesena                                                      | Italia                                                      | 2 – 0                                                       | Galles                                                      | Amichevole                                                  | 2 Ilaria Mauro | All: M. Bertolini Cap: S. Gama                              |
| 27-2-2019                                                   | Larnaca                                                     | Messico                                                     | 0 – 5                                                       | Italia                                                      | Cyprus Cup 2019 - Girone                                    | Valentina Bergamaschi Barbara Bonansea Ilaria Mauro 2 Valentina Giacinti                                                                 | All: M. Bertolini Cap: S. Gama                              |
| 1-3-2019                                                    | Larnaca                                                     | Ungheria                                                    | 0 – 3                                                       | Italia                                                      | Cyprus Cup 2019 - Girone                                    | 2 Valentina Giacinti Annamaria Serturini                                                                                                 | All: M. Bertolini Cap: A. Guagni                            |
| 4-3-2019                                                    | Larnaca                                                     | Italia                                                      | 4 – 1                                                       | Thailandia                                                  | Cyprus Cup 2019 - Girone                                    | Barbara Bonansea Daniela Sabatino Aurora Galli Natthakarn Chinwong (aut.)                                                                | All: M. Bertolini Cap: D. Sabatino                          |
| 6-3-2019                                                    | Larnaca                                                     | Corea del Nord                                              | 3 – 3 dts (7-6 dtr)                                         | Italia                                                      | Cyprus Cup 2019 - Finale                                    | Cristiana Girelli Daniela Sabatino Valentina Cernoia                                                                                     | 2º Posto All: M. Bertolini Cap: S. Gama                     |
| 5-4-2019                                                    | Lublino                                                     | Polonia                                                     | 1 – 1                                                       | Italia                                                      | Amichevole                                                  | Valentina Cernoia | All: M. Bertolini Cap: S. Gama                              |
| 9-4-2019                                                    | Reggio Emilia                                               | Italia                                                      | 2 – 1                                                       | Irlanda                                                     | Amichevole                                                  | Barbara Bonansea Daniela Sabatino | All: M. Bertolini Cap: A. Guagni                            |
| 29-5-2019                                                   | Ferrara                                                     | Italia                                                      | 3 – 1                                                       | Svizzera                                                    | Amichevole                                                  | Aurora Galli Cristiana Girelli Daniela Sabatino                                                                                          | All: M. Bertolini Cap: S. Gama                              |
| 9-6-2019                                                    | Valenciennes                                                | Australia                                                   | 1 – 2                                                       | Italia                                                      | Mondiali 2019 - Girone                                      | 2 Barbara Bonansea | All: M. Bertolini Cap: S. Gama                              |
| 14-6-2019                                                   | Reims                                                       | Italia                                                      | 5 – 0                                                       | Giamaica                                                    | Mondiali 2019 - Girone                                      | 3 Cristiana Girelli (1 rig.) 2 Aurora Galli                                                                                              | All: M. Bertolini Cap: S. Gama                              |
| 18-6-2019                                                   | Valenciennes                                                | Italia                                                      | 0 – 1                                                       | Brasile                                                     | Mondiali 2019 - Girone                                      | - | All: M. Bertolini Cap: S. Gama                              |
| 25-6-2019                                                   | Montpellier                                                 | Italia                                                      | 2 – 0                                                       | Cina                                                        | Mondiali 2019 - Ottavi di finale                            | Valentina Giacinti Aurora Galli | All: M. Bertolini Cap: S. Gama                              |
| 29-6-2019                                                   | Valenciennes                                                | Italia                                                      | 0 – 2                                                       | Paesi Bassi                                                 | Mondiali 2019 - Quarti di finale                            | - | All: M. Bertolini Cap: S. Gama                              |
| 28-8-2019                                                   | Ramat Gan                                                   | Israele                                                     | 2 – 3                                                       | Italia                                                      | Qual. Euro 2022                                             | Cristiana Girelli Elisa Bartoli Valentina Giacinti                                                                                       | All: M. Bertolini Cap: S. Gama                              |
| 3-9-2019                                                    | Tbilisi                                                     | Georgia                                                     | 0 – 1                                                       | Italia                                                      | Qual. Euro 2022                                             | Cristiana Girelli | All: M. Bertolini Cap: S. Gama                              |
| 4-10-2019                                                   | Ta' Qali                                                    | Malta                                                       | 0 – 2                                                       | Italia                                                      | Qual. Euro 2022                                             | Elisa Bartoli Cristiana Girelli (rig.)                                                                                                   | All: M. Bertolini Cap: S. Gama                              |
| 8-10-2019                                                   | Palermo                                                     | Italia                                                      | 2 – 0                                                       | Bosnia ed Erzegovina                                        | Qual. Euro 2022                                             | Cristiana Girelli Manuela Giugliano | All: M. Bertolini Cap: S. Gama                              |
| 8-11-2019                                                   | Benevento                                                   | Italia                                                      | 6 – 0                                                       | Georgia                                                     | Qual. Euro 2022                                             | Elena Linari Alia Guagni Cristiana Girelli 2 Daniela Sabatino Martina Rosucci                                                            | All: M. Bertolini Cap: S. Gama                              |
| 12-11-2019                                                  | Castel di Sangro                                            | Italia                                                      | 5 – 0                                                       | Malta                                                       | Qual. Euro 2022                                             | 2 Valentina Cernoia Daniela Sabatino Manuela Giugliano Giada Greggi                                                                      | All: M. Bertolini Cap: C. Girelli                           |
| 4-3-2020                                                    | Faro                                                        | Portogallo                                                  | 1 – 2                                                       | Italia                                                      | Algarve Cup 2020                                            | Elena Linari Cristiana Girelli (rig.) | All: M. Bertolini Cap: S. Gama                              |
| 7-3-2020                                                    | Parchal                                                     | Nuova Zelanda                                               | 0 – 3                                                       | Italia                                                      | Algarve Cup 2020                                            | Cristiana Girelli Barbara Bonansea Stefania Tarenzi                                                                                      | All: M. Bertolini Cap: S. Gama                              |
| 22-9-2020                                                   | Zenica                                                      | Bosnia ed Erzegovina                                        | 0 – 5                                                       | Italia                                                      | Qual. Euro 2022                                             | Aurora Galli 3 Cristiana Girelli (2 rig.) Elena Linari                                                                                   | All: M. Bertolini Cap: C. Girelli                           |
| 27-10-2020                                                  | Empoli                                                      | Italia                                                      | 1 – 3                                                       | Danimarca                                                   | Qual. Euro 2022                                             | Valentina Giacinti | All: M. Bertolini Cap: C. Girelli                           |
| 1-12-2020                                                   | Viborg                                                      | Danimarca                                                   | 0 – 0                                                       | Italia                                                      | Qual. Euro 2022                                             | - | All: M. Bertolini Cap: S. Gama                              |
| Totale                                                      |                                                             | Presenze                                                    | 116                                                         |                                                             | Reti                                                        | 268 |                                                             |

## Partite dal 2021 al 2030
| Cronologia completa degli incontri della nazionale ― Italia | Cronologia completa degli incontri della nazionale ― Italia | Cronologia completa degli incontri della nazionale ― Italia | Cronologia completa degli incontri della nazionale ― Italia | Cronologia completa degli incontri della nazionale ― Italia | Cronologia completa degli incontri della nazionale ― Italia | Cronologia completa degli incontri della nazionale ― Italia | Cronologia completa degli incontri della nazionale ― Italia |
| Data                                                        | Città                                                       | In casa                                                     | Risultato                                                   | Ospiti                                                      | Competizione                                                | Reti | Note                                                        |
| ----------------------------------------------------------- | ----------------------------------------------------------- | ----------------------------------------------------------- | ----------------------------------------------------------- | ----------------------------------------------------------- | ----------------------------------------------------------- | --- | ----------------------------------------------------------- |
| 24-2-2021                                                   | Firenze                                                     | Italia                                                      | 12 – 0                                                      | Israele                                                     | Qual. Euro 2022                                             | 2 Valentina Giacinti 2 Barbara Bonansea 2 Daniela Sabatino (1 rig.) Shani David (aut.) Cristiana Girelli Cecilia Salvai Martina Rosucci (rig.) Arianna Caruso Manuela Giugliano | All: M. Bertolini Cap: S. Gama                              |
| 10-4-2021                                                   | Firenze                                                     | Italia                                                      | 1 – 0                                                       | Islanda                                                     | Amichevole                                                  | Arianna Caruso | All: M. Bertolini Cap: M. Rosucci                           |
| 13-4-2021                                                   | Firenze                                                     | Italia                                                      | 1 – 1                                                       | Islanda                                                     | Amichevole                                                  | Valentina Giacinti | All: M. Bertolini Cap: S. Gama                              |
| 10-6-2021                                                   | Ferrara                                                     | Italia                                                      | 1 – 0                                                       | Paesi Bassi                                                 | Amichevole                                                  | Cristiana Girelli (rig.) | All: M. Bertolini Cap: S. Gama                              |
| 14-6-2021                                                   | Wiener Neustadt                                             | Austria                                                     | 2 – 3                                                       | Italia                                                      | Amichevole                                                  | 2 Angelica Soffia Elena Linari (rig.) | All: M. Bertolini Cap: E. Linari                            |
| 17-9-2021                                                   | Trieste                                                     | Italia                                                      | 3 – 0                                                       | Moldavia                                                    | Qual. Mondiali 2023                                         | 2 Cristiana Girelli Valentina Giacinti | All: M. Bertolini Cap: S. Gama                              |
| 21-9-2021                                                   | Karlovac                                                    | Croazia                                                     | 0 – 5                                                       | Italia                                                      | Qual. Mondiali 2023                                         | 2 Valentina Giacinti Sara Gama Cristiana Girelli Valentina Cernoia (rig.) | All: M. Bertolini Cap: S. Gama                              |
| 22-10-2021                                                  | Castel di Sangro                                            | Italia                                                      | 3 – 0                                                       | Croazia                                                     | Qual. Mondiali 2023                                         | Valentina Cernoia Cristiana Girelli (rig.) Valeria Pirone | All: M. Bertolini Cap: S. Gama                              |
| 26-10-2021                                                  | Vilnius                                                     | Lituania                                                    | 0 – 5                                                       | Italia                                                      | Qual. Mondiali 2023                                         | Valentina Cernoia Valeria Pirone Valentina Giacinti Sara Gama Arianna Caruso | All: M. Bertolini Cap: S. Gama                              |
| 26-11-2021                                                  | Palermo                                                     | Italia                                                      | 1 – 2                                                       | Svizzera                                                    | Qual. Mondiali 2023                                         | Barbara Bonansea | All: M. Bertolini Cap: S. Gama                              |
| 30-11-2021                                                  | Mogoșoaia                                                   | Romania                                                     | 0 – 5                                                       | Italia                                                      | Qual. Mondiali 2023                                         | 3 Cristiana Girelli (1 rig.) Barbara Bonansea Valeria Pirone | All: M. Bertolini Cap: S. Gama                              |
| 16-2-2022                                                   | Lagos                                                       | Danimarca                                                   | 0 – 1                                                       | Italia                                                      | Algarve Cup 2022                                            | Barbara Bonansea | All: M. Bertolini Cap: S. Gama                              |
| 20-2-2022                                                   | Faro                                                        | Italia                                                      | 2 – 1                                                       | Norvegia                                                    | Algarve Cup 2022                                            | Valentina Giacinti Arianna Caruso | All: M. Bertolini Cap: C. Girelli                           |
| 23-2-2022                                                   | Lagos                                                       | Svezia                                                      | 1 – 1 (6-5 dtr)                                             | Italia                                                      | Algarve Cup 2022 - Finale                                   | Valentina Giacinti | 2º Posto All: M. Bertolini Cap: C. Girelli                  |
| 8-4-2022                                                    | Parma                                                       | Italia                                                      | 7 – 0                                                       | Lituania                                                    | Qual. Mondiali 2023                                         | 2 Arianna Caruso 2 Valentina Bergamaschi Valentina Cernoia Daniela Sabatino Tatiana Bonetti                                                                                     | All: M. Bertolini Cap: S. Gama                              |
| 12-4-2022                                                   | Thun                                                        | Svizzera                                                    | 0 – 1                                                       | Italia                                                      | Qual. Mondiali 2023                                         | Cristiana Girelli | All: M. Bertolini Cap: S. Gama                              |
| 1-7-2022                                                    | Castel di Sangro                                            | Italia                                                      | 1 – 1                                                       | Spagna                                                      | Amichevole                                                  | Valentina Bergamaschi | All: M. Bertolini Cap: C. Girelli                           |
| 10-7-2022                                                   | Rotherham                                                   | Francia                                                     | 5 – 1                                                       | Italia                                                      | Euro 2022 - Fase a gironi                                   | Martina Piemonte | All: M. Bertolini Cap: S. Gama                              |
| 14-7-2022                                                   | Manchester                                                  | Italia                                                      | 1 – 1                                                       | Islanda                                                     | Euro 2022 - Fase a gironi                                   | Valentina Bergamaschi | All: M. Bertolini Cap: S. Gama                              |
| 18-7-2022                                                   | Manchester                                                  | Italia                                                      | 0 – 1                                                       | Belgio                                                      | Euro 2022 - Fase a gironi                                   | - | All: M. Bertolini Cap: C. Girelli                           |
| 2-9-2022                                                    | Chișinău                                                    | Moldavia                                                    | 0 – 8                                                       | Italia                                                      | Qual. Mondiali 2023                                         | 4 Arianna Caruso 2 Valentina Giacinti Manuela Giugliano Agnese Bonfantini | All: M. Bertolini Cap: C. Girelli                           |
| 6-9-2022                                                    | Ferrara                                                     | Italia                                                      | 2 – 0                                                       | Romania                                                     | Qual. Mondiali 2023                                         | Valentina Giacinti Lisa Boattin | All: M. Bertolini Cap: C. Girelli                           |
| 10-10-2022                                                  | Genova                                                      | Italia                                                      | 0 – 1                                                       | Brasile                                                     | Amichevole                                                  | - | All: M. Bertolini Cap: M. Rosucci                           |
| 11-11-2022                                                  | Lignano Sabbiadoro                                          | Italia                                                      | 0 – 1                                                       | Austria                                                     | Amichevole                                                  | - | All: M. Bertolini Cap: B. Bonansea                          |
| 15-11-2022                                                  | Belfast                                                     | Irlanda del Nord                                            | 1 – 0                                                       | Italia                                                      | Amichevole                                                  | - | All: M. Bertolini Cap: C. Girelli                           |
| 16-2-2023                                                   | Milton Keynes                                               | Italia                                                      | 1 – 2                                                       | Belgio                                                      | Arnold Clark Cup 2023                                       | Manuela Giugliano | All: M. Bertolini Cap: E. Linari                            |
| 19-2-2023                                                   | Coventry                                                    | Inghilterra                                                 | 2 – 1                                                       | Italia                                                      | Arnold Clark Cup 2023                                       | Sofia Cantore | All: M. Bertolini Cap: C. Girelli                           |
| 22-2-2023                                                   | Bristol                                                     | Corea del Sud                                               | 1 – 2                                                       | Italia                                                      | Arnold Clark Cup 2023                                       | Arianna Caruso Martina Rosucci | All: M. Bertolini Cap: E. Linari                            |
| 11-4-2023                                                   | Roma                                                        | Italia                                                      | 2 – 1                                                       | Colombia                                                    | Amichevole                                                  | Valentina Giacinti Mónica Ramos (aut.) | All: M. Bertolini Cap: E. Linari                            |
| 1-7-2023                                                    | Ferrara                                                     | Italia                                                      | 0 – 0                                                       | Marocco                                                     | Amichevole                                                  | - | All: M. Bertolini Cap: E. Linari                            |
| 14-7-2023                                                   | Auckland                                                    | Nuova Zelanda                                               | 0 – 1                                                       | Italia                                                      | Amichevole                                                  | Valentina Giacinti | All: M. Bertolini Cap: E. Linari                            |
| 24-7-2023                                                   | Auckland                                                    | Italia                                                      | 1 – 0                                                       | Argentina                                                   | Mondiali 2023 - Fase a gironi                               | Cristiana Girelli | All: M. Bertolini Cap: B. Bonansea                          |
| 29-7-2023                                                   | Wellington                                                  | Svezia                                                      | 5 – 0                                                       | Italia                                                      | Mondiali 2023 - Fase a gironi                               | - | All: M. Bertolini Cap: B. Bonansea                          |
| 2-8-2023                                                    | Wellington                                                  | Sudafrica                                                   | 3 – 2                                                       | Italia                                                      | Mondiali 2023 - Fase a gironi                               | 2 Arianna Caruso (1 rig.) | All: M. Bertolini Cap: B. Bonansea                          |
| 22-9-2023                                                   | San Gallo                                                   | Svizzera                                                    | 0 – 1                                                       | Italia                                                      | UEFA Women's Nations League 2023-2024 - Fase a gironi       | Arianna Caruso | All: A. Soncin Cap: E. Linari                               |
| 26-9-2023                                                   | Castel di Sangro                                            | Italia                                                      | 0 – 1                                                       | Svezia                                                      | UEFA Women's Nations League 2023-2024 - Fase a gironi       | - | All: A. Soncin Cap: E. Linari                               |
| 27-10-2023                                                  | Salerno                                                     | Italia                                                      | 0 – 1                                                       | Spagna                                                      | UEFA Women's Nations League 2023-2024 - Fase a gironi       | - | All: A. Soncin Cap: C. Girelli                              |
| 31-10-2023                                                  | Malmö                                                       | Svezia                                                      | 1 – 1                                                       | Italia                                                      | UEFA Women's Nations League 2023-2024 - Fase a gironi       | Valentina Giacinti | All: A. Soncin Cap: E. Linari                               |
| 1-12-2023                                                   | Pontevedra                                                  | Spagna                                                      | 2 – 3                                                       | Italia                                                      | UEFA Women's Nations League 2023-2024 - Fase a gironi       | Valentina Giacinti Michela Cambiaghi Elena Linari | All: A. Soncin Cap: E. Linari                               |
| 5-12-2023                                                   | Parma                                                       | Italia                                                      | 3 – 0                                                       | Svizzera                                                    | UEFA Women's Nations League 2023-2024 - Fase a gironi       | Manuela Giugliano Cecilia Salvai Arianna Caruso | All: A. Soncin Cap: E. Linari                               |
| 23-2-2024                                                   | Bagno a Ripoli                                              | Italia                                                      | 0 – 0                                                       | Irlanda                                                     | Amichevole                                                  | - | All: A. Soncin Cap: S. Gama                                 |
| 27-2-2024                                                   | Algeciras                                                   | Italia                                                      | 1 – 5                                                       | Inghilterra                                                 | Amichevole                                                  | Michela Cambiaghi | All: A. Soncin Cap: E. Linari                               |
| 5-4-2024                                                    | Cosenza                                                     | Italia                                                      | 2 – 0                                                       | Paesi Bassi                                                 | Qual. Euro 2025                                             | Valentina Giacinti Agnese Bonfantini | All: A. Soncin Cap: E. Linari                               |
| 9-4-2024                                                    | Helsinki                                                    | Finlandia                                                   | 2 – 1                                                       | Italia                                                      | Qual. Euro 2025                                             | Lucia Di Guglielmo | All: A. Soncin Cap: E. Linari                               |
| 31-5-2024                                                   | Oslo                                                        | Norvegia                                                    | 0 – 0                                                       | Italia                                                      | Qual. Euro 2025                                             | - | All: A. Soncin Cap: E. Linari                               |
| 4-6-2024                                                    | Ferrara                                                     | Italia                                                      | 1 – 1                                                       | Norvegia                                                    | Qual. Euro 2025                                             | Manuela Giugliano | All: A. Soncin Cap: E. Linari                               |
| 12-7-2024                                                   | Sittard                                                     | Paesi Bassi                                                 | 0 – 0                                                       | Italia                                                      | Qual. Euro 2025                                             | - | All: A. Soncin Cap: E. Linari                               |
| 16-7-2024                                                   | Bolzano                                                     | Italia                                                      | 4 – 0                                                       | Finlandia                                                   | Qual. Euro 2025                                             | Chiara Beccari Manuela Giugliano Michela Cambiaghi Eva Nyström (aut.) | All: A. Soncin Cap: E. Linari                               |
| 25-10-2024                                                  | Roma                                                        | Italia                                                      | 5 – 0                                                       | Malta                                                       | Amichevole                                                  | Cristiana Girelli 2 Sofia Cantore Benedetta Glionna Raisa Constantino (aut.) | All: A. Soncin Cap: C. Girelli                              |
| 29-10-2024                                                  | Vicenza                                                     | Italia                                                      | 1 – 1                                                       | Spagna                                                      | Amichevole                                                  | Chiara Beccari | All: A. Soncin Cap: E. Linari                               |
| 2-12-2024                                                   | Bochum                                                      | Germania                                                    | 1 – 2                                                       | Italia                                                      | Amichevole                                                  | Agnese Bonfantini Sofia Cantore | All: A. Soncin Cap: E. Linari                               |
| 21-2-2025                                                   | Monza                                                       | Italia                                                      | 1 – 0                                                       | Galles                                                      | UEFA Women's Nations League 2025 - Fase a gironi            | Barbara Bonansea | All: A. Soncin Cap: C. Girelli                              |
| 25-2-2025                                                   | La Spezia                                                   | Italia                                                      | 1 – 3                                                       | Danimarca                                                   | UEFA Women's Nations League 2025 - Fase a gironi            | Michela Cambiaghi | All: A. Soncin Cap: E. Linari                               |
| 4-4-2025                                                    | Solna                                                       | Svezia                                                      | 3 – 2                                                       | Italia                                                      | UEFA Women's Nations League 2025 - Fase a gironi            | Emma Severini Michela Cambiaghi | All: A. Soncin Cap: E. Linari                               |
| 8-4-2025                                                    | Herning                                                     | Danimarca                                                   | 0 – 3                                                       | Italia                                                      | UEFA Women's Nations League 2025 - Fase a gironi            | Arianna Caruso Lucia Di Guglielmo Cristiana Girelli | All: A. Soncin Cap: E. Linari                               |
| 30-5-2025                                                   | Parma                                                       | Italia                                                      | 0 – 0                                                       | Svezia                                                      | UEFA Women's Nations League 2025 - Fase a gironi            | - | All: A. Soncin Cap: E. Linari                               |
| 3-6-2025                                                    | Swansea                                                     | Galles                                                      | 1 – 4                                                       | Italia                                                      | UEFA Women's Nations League 2025 - Fase a gironi            | Elena Linari 2 Cristiana Girelli Sofia Cantore | All: A. Soncin Cap: C. Girelli                              |
| 3-7-2025                                                    | Sion                                                        | Belgio                                                      | 0 – 1                                                       | Italia                                                      | Euro 2025 - Fase a gironi                                   | Arianna Caruso | All: A. Soncin Cap: C. Girelli                              |
| 7-7-2025                                                    | Ginevra                                                     | Portogallo                                                  | 1 – 1                                                       | Italia                                                      | Euro 2025 - Fase a gironi                                   | Cristiana Girelli | All: A. Soncin Cap: C. Girelli                              |
| 11-7-2025                                                   | Berna                                                       | Italia                                                      | 1 – 3                                                       | Spagna                                                      | Euro 2025 - Fase a gironi                                   | Elisabetta Oliviero | All: A. Soncin Cap: E. Linari                               |
| 16-7-2025                                                   | Ginevra                                                     | Norvegia                                                    | 1 – 2                                                       | Italia                                                      | Euro 2025 - Quarti di finale                                | 2 Cristiana Girelli | All: A. Soncin Cap: C. Girelli                              |
| 22-7-2025                                                   | Ginevra                                                     | Inghilterra                                                 | 2 – 1 dts                                                   | Italia                                                      | Euro 2025 - Semifinali                                      | Barbara Bonansea | All: A. Soncin Cap: C. Girelli                              |
| Totale                                                      |                                                             | Presenze                                                    | 62                                                          |                                                             | Reti                                                        | 117 |                                                             |